# Neufmaisons
Ne doit pas être confondu avec Neuves-Maisons.
Neufmaisons est une commune française située dans le département de Meurthe-et-Moselle en région Grand Est.

## Géographie

### Localisation
La vieille commune lorraine s'étend à la fois sur le piémont vosgien et sur le rebord occidental de la vallée de la Plaine, précisément jusqu'à cette rivière. Elle est située sur un plan géographique entre le plateau lorrain et le massif vosgien.
Le rebord forestier du Val de Plaine qu'elle possède est délimité grossièrement par le ruisseau du Vohné au nord et par le ruisseau de Charmois au sud, ruisseaux qui la séparent, respectivement de la commune de Pexonne, qui la borde au nord-est, et de Raon-l'Étape uniquement dans le val de Plaine. Le piémont vosgien, accédant au plateau lorrain, est marqué par trois débouchés de petits vallons humides qui présentent l'aspect de gorges boisées, et dont l'eau est recueillie finalement par la "Verdurette de Neufmaisons", le gros ruisseau qui provient du vallon le plus septentrional et le plus long dérivé des hauteurs de la forêt d'Elieux sur la commune de Pexonne.
Le vieux village, au croisement de quatre routes principales, venues de Baccarat, Raon-l'Étape, Badonviller à 7 km, par Pexonne, et enfin Vacqueville, est bâti dans une cuvette vallonnée où coule la Verdurette, non loin des vallons précédemment décrits qui séparaient autrefois les belles forêts lorraines du Petit-Clos à leur proximité et celles du Grand-Clos à l'orient, dans ce qui est aujourd'hui la forêt domaniale du Reclos. La commune préservent les grandes habitations du village, alignées autrefois au long de ces routes.
Le jeune docteur Saucerotte, écrivant une topographie descriptive et médicale, arpente à cheval l'arrondissement de Lunéville avant 1830 : il rapporte que le lieu-dit "Les Sapinières" au-dessus de Neufmaisons avoisine 541 m d'altitude. A-t-il escaladé un sapin aménagé ou un rocher disparu, ou encore étalonné insuffisamment son appareil barométrique ? La commune s'étage pourtant entre l'altitude minimale de 271 m au niveau du ruisseau des Grands Prés, ancienne Verdurette de Pexonne oubliée, au nord de la forêt de Viombois et maximale de 534 m à la Tête des Reclos surmontant la rivière Plaine ; l'altitude moyenne avoisine 403 m tandis que celle de sa mairie se place entre 300 m et 297 m d'altitude selon l'accès au bâtiment.
Notons que, à la limite sur la Verdurette entrant sur l'espace communal de Vacqueville, l'altitude est un peu supérieure à 272 m. Sa limite vosgienne la plus basse sur la rivière Plaine se place au voisinage de l'Ermitage et du hameau de La Trouche, deux écarts de la commune Raon-l'Étape, à 290 m d'altitude. En aval de la Forge-Évrard, les anciennes fosses comblées de la Plaine se situent à environ 298 m d'altitude. À proximité de Lajus, plus en amont sur la Plaine, la limite communale remonte a minima à 305 m. Le fond de la vallée de la Plaine, déblayée il y 12000 par de violentes fontes ou crues fluvio-glaciaires avant d'être aménagé en prairies humides, dévoile un profil altimétrique régulier à pente faible.
L'église érigée en 1740, mais rebâtie avec une tour élevée au XIXe siècle trône sur un contrefort à une soixantaine de mètres de la rive gauche de la Verdurette, elle domine la mairie également à une soixantaine de mètres en retrait de la rive droite.
Au sud-est, à l'autre bout forestier de la commune, Cherpierre, autrefois Chère-Pierre au cœur de la forêt domaniale des Reclos dominant la vallée de la Plaine, était encore un point de vue à réputation régionale dans les années trente. La roche Pierre-Cuny sous la Tête des Reclos qui permet de l'observer au-delà du vallon sous Pransieux, en amont de la Forge Evrard, fait partie d'une série de roches surplombantes, accessibles rapidement depuis le hameau de La Trouche. Elles servaient d'abris et de lieux d'embuscade pour les chasseurs de sangliers autrefois. Sur ces hauteurs caractérisées par des grès de forte résistance, il existe de larges dalles quasi-intactes qui protègent colonnes ou anfractuosités de tailles variables. Ainsi, à 400 mètres de Chère-Pierre, trois vasques, en coupes de champagne, paraissent comme suspendues à une colonne, laissant place à un couloir rocheux au point bas. Les Bâchettes désignent un petit massif gréseux constitué de petites basses ou vallons entaillés, et en partie abrités. Les Vannes, sur le pourtour de la Tête des Reclos, désignent un autre petit massif recelant des passages.

### Communes limitrophes
Le territoire communal au sud et à l'est est limitrophe du département des Vosges, avec, allongée au sud-est la commune de Raon-L'Etape et, plus à l'est pour une minuscule partie du cours de la Plaine, de Celles sur Plaine. Le chemin vicinal n°5 venu de Pexonne et poursuivant en limite de la commune de Neufmaisons formait dans les années 1860 la limite départementale pour les diverses administrations, en particulier le territoire réservé des Eaux et Forêts.
Les autres communes limitrophes du territoire communal appartiennent au même département de Meurthe-et-Moselle. Au sud-ouest, le territoire est bordé par la commune de Bertrichamps, et à l'ouest, par la petite commune de Veney. Au nord-ouest, apparaît la commune de Vacqueville et au nord-est celle de Pexonne, qui présente une limite intercommunale la plus rectiligne, légèrement plus longue que la limite zigzagante avec Raon-L'Etape. N'oublions la limite la plus petite dans la vallée de la Plaine relevant de Pierre-Percée, dans le secteur du Lajus.
| Vacqueville  | Pexonne      | Pexonne                    |
| Veney        | Neufmaisons  | Pierre-Percée              |
| Bertrichamps | Raon-L'Étape | Celles-sur-Plaine (Vosges) |

### Géologie
Le village de Neufmaisons est bâti sur le grès bigarré et autres couches de grès intermédiaires du Trias moyen, de même que sur les rebords de semblables formations rocheuses. Ce n'est qu'à l'extrême sud-est de la commune, vers les hauteurs des vallons qui descendent vers la Plaine, que le géologue retrouve les conglomérats en liseré et les grès vosgiens du Trias inférieur, qui comme le grès bigarré, sont souvent propices au boisement ou à des reliques de forêts anciennes. Le géographe du Lunévillois, Andriot faisait remarquer en 1898 que, sur les onze agglomérations situées sur le grès bigarré de l'arrondissement, trois seulement, à savoir Parux, Bertrambois et Neufmaisons étaient éloignés de tout foyer d'industrie. Il est vrai que ces villages ne dévoilaient alors qu'une activité traditionnelle, agro-sylvo-pastorale. Néanmoins, Neufmaisons a possédé autrefois une tuilerie et briqueterie, et même une forge.
Pour passer de la vallée de la Meurthe au bassin formé par les vallons drainés par la Verdurette, il faut franchir au sud de Neufmaisons un col de 385 m d'altitude.
Il existe ici une faille géologique importante, reliant La Trouche à Veney, passant ainsi juste au sud de Neufmaisons. Cette faille transformante qui est presque parallèle au rebord septentrional de la vallée de la Meurthe de Raon-L'Étape à Azerailles ou Saint-Clément, fait reculer vers l'ouest d'environ cinq kilomètres l'affleurement des conglomérats et grès vosgiens, au niveau des abords de la vallée de la Meurthe, et expliquerait le sensible rehaussement à son niveau. Au nord de la faille, tout se passe comme si les terrains géologiques les plus anciens s'enfoncent bien plus rapidement, du sud-est vers le nord-ouest. À l'ouest de Neufmaisons, au-delà des massifs terrains du Trias supérieur, apparaît au nord de ladite faille d'abord une bande d'alluvions indurées, datant du Quaternaire ancien, composées de matériaux fluvio-glaciaires hétérométriques, du limon aux blocs rocheux métriques, formant une étroite bande oscillant entre 100 et 400 mètres de l'ouest à l'est, sur environ 5 km du sud au nord, émergeant de la forêt du Petit Reclos aux alluvions plus récentes de la Verdurette, au sud de l'ancienne ferme du Viombois. À l'ouest, au delà d'une limite nette filant vers le nord, les alluvions laissent la place à des couches sédimentaires classifiées, plus récentes, qui couvrent l'essentiel du "bois de la Voivre" jusqu'au sud de Vacqueville, sur le finage de Xermamont, et toujours en rive droite de la Verdurette.
Ce n'est qu'en aval du village de Neufmaisons que les alluvions récentes de la Verdurette locale dépassent une largeur transversale au cours d'eau, d'environ une centaine de mètres. En amont, le liseré alluvionnaire reste aléatoire ou insignifiant, mis à part 700 mètres à l'amont du village où la bande transversale peut dépasser 50 mètres de large. À 250 mètres, au sud de la ferme du Viombois, le ruisseau oriental de la forêt du Viombois qui rejoint la Verdurette, probablement bien plus puissant autrefois, explique un épandage alluvionnaire classifié d'un tiers de kilomètre carré, qui en aval se restreint et change de nature à la brutale limite nord-sud précédemment rencontrée.
Le rebord occidental de la vallée de la Plaine, hormis la courte bande alluviale en fond de vallée, est situé dans le grès vosgien supérieur, d'âge triasique inférieur, surmonté du conglomérat et des autres couches intermédiaires gréseuses, couches qui comportent les grès bigarrés, retrouvés à bien plus faible altitude au niveau du centre de la commune. Cette observation démontre le pendage des couches de grès triasiques, s'enfonçant sous le plateau lorrain, et leur ancienne érosion en altitude dans le massif vosgien, du fait de la lente surélévation consécutive à la formation du fossé d'effondrement alsacien.

### Hydrographie

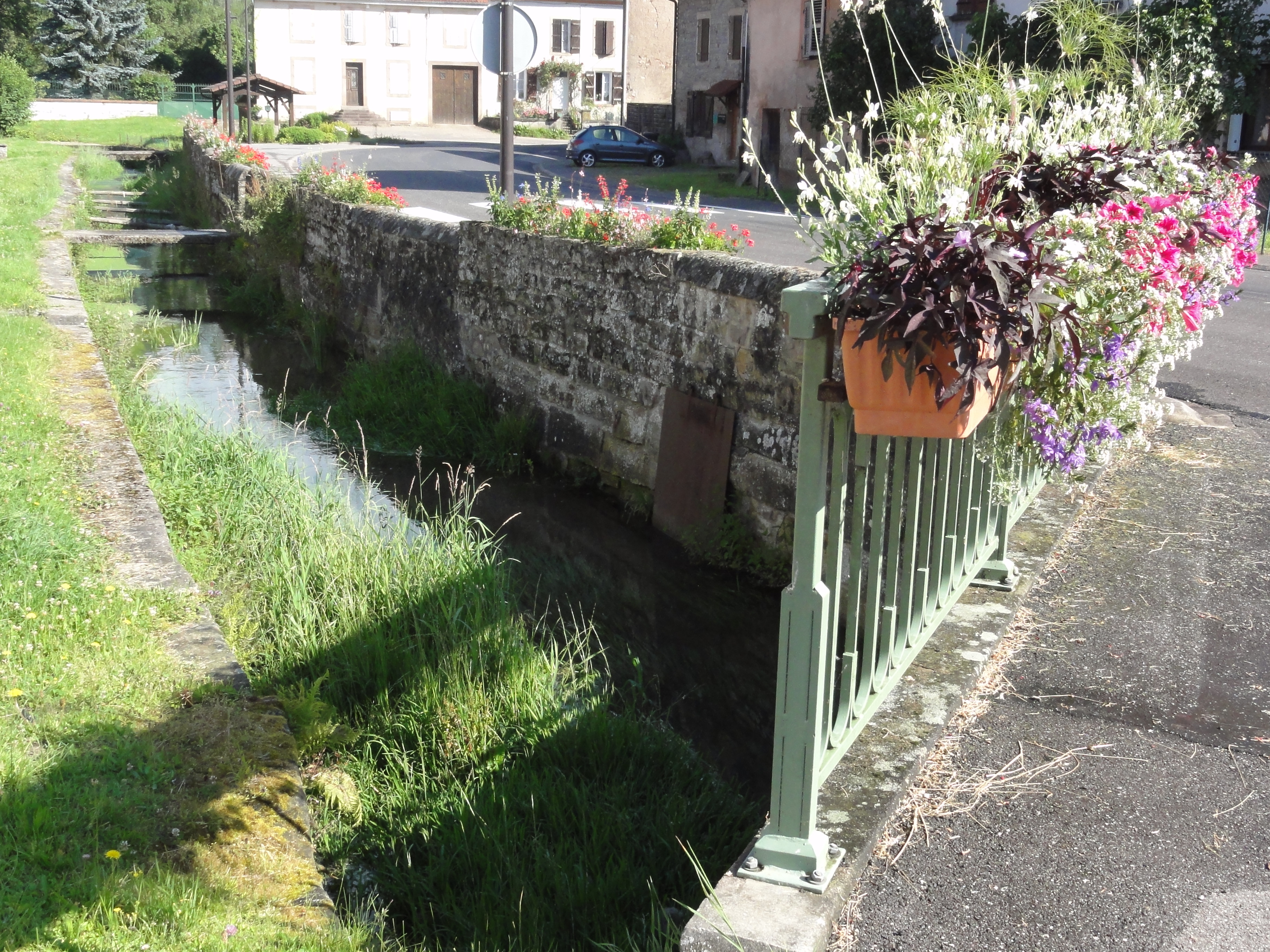
La Verdurette.

Le village se trouvait à la Belle Époque dans le vallon où coule la "Verdurette de Neufmaisons", selon Elisée Reclus, qui prend sa source au fond du vallon de Bon Repos, à 4 km à vol d'oiseau au sud-ouest de Badonviller, au sud-est du hameau de Salmonrupt (commune de Pexonne), entre la forêt de Haie la Barre et le bois de Bonrepos, dans la forêt d'Élieux.
La modeste rivière bifurquait vers le nord, entre le bois de la Voivre et la contrée de Viombois, et partait rejoindre la Verdurette de Pexonne sur la commune de Vacqueville, au milieu d'une vaste prairie de 95 ha, partagée avec la commune de Veney, après un cours global de 7 à 8 km. Le confluent à environ 270 m d'altitude est à quelques dizaines de mètres où passait le chemin de fer de Baccarat à Badonvillers. La Verdurette après un cours d'une vingtaine de kilomètre rejoint la Vezouse : à l'instar de la Blette et le Richeval, elle fait partie du bassin de cette rivière lorraine, dont les eaux coulent vers Lunéville et la Meurthe. Aujourd'hui, sur les cartes IGN récentes, la "Verdurette de Neufmaisons" n'est plus mentionnée, elle laisse en partie amont la place au "ruisseau de Salmonru". La seule Verdurette décrite par les cartes actuelles provient de la modeste gorge du Bois des Haies.
Notons d'autres ruisseaux coulant vers le val de la rivière Plaine, en particulier le ruisseau de la basse du Vohné mitoyen avec Pexonne, entre Grand-Clos et bois des cinq communes, sur plus de 3 km et le ruisseau de la Forge Evrard long de 2,6 km, selon Henri Lepage, qui sort dans un vallon étroit de la forêt du Grand-Clos ou de la forêt domaniale du Reclos.

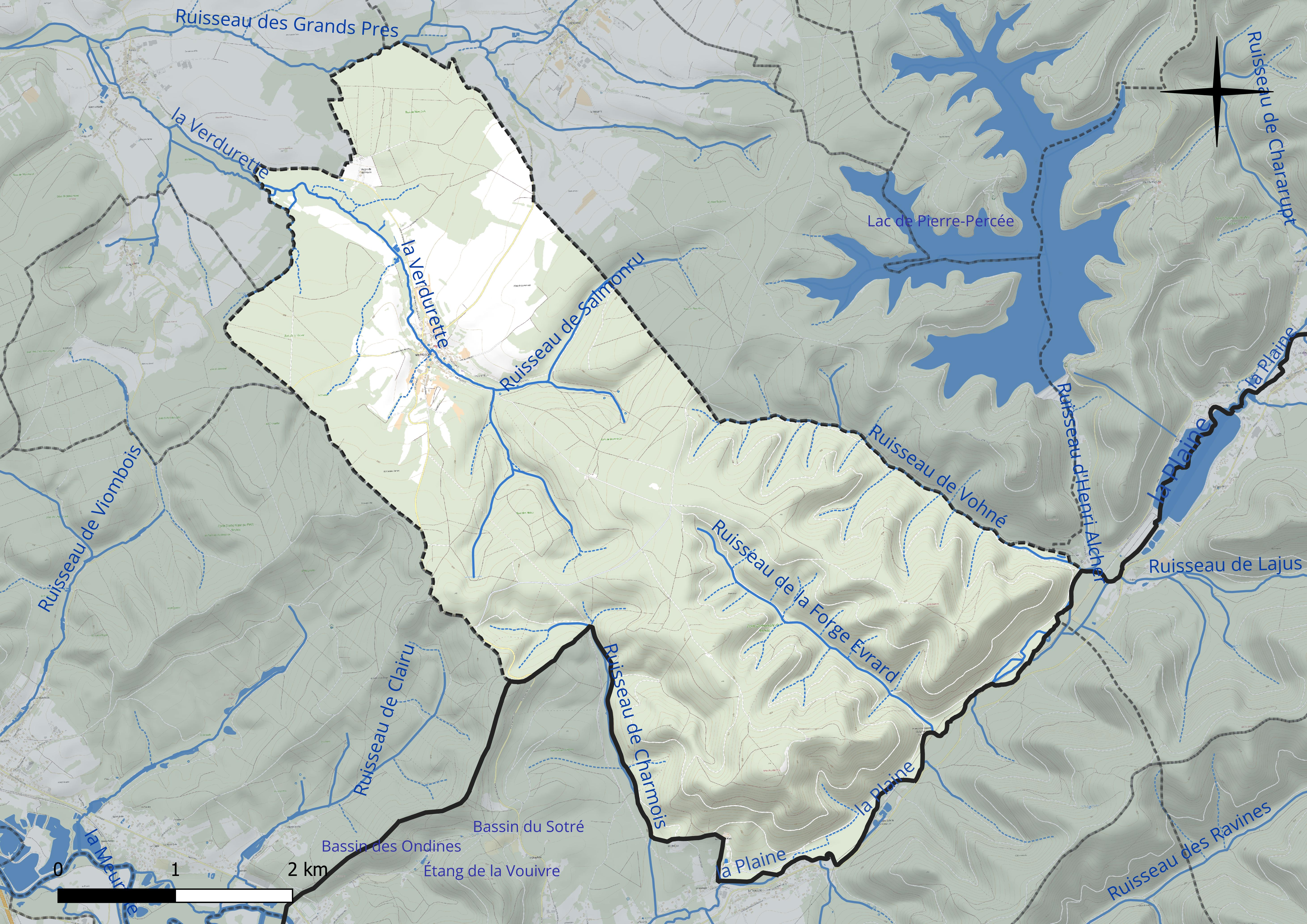
Réseau hydrographique de Neufmaisons.

### Climat
Pour des articles plus généraux, voir Climat du Grand Est et Climat de Meurthe-et-Moselle.
En 2010, le climat de la commune est de type climat de montagne, selon une étude du Centre national de la recherche scientifique s'appuyant sur une série de données couvrant la période 1971-2000. En 2020, Météo-France publie une typologie des climats de la France métropolitaine dans laquelle la commune est exposée à un climat semi-continental et est dans la région climatique  Vosges, caractérisée par une pluviométrie très élevée (1 500 à 2 000 mm/an) en toutes saisons et un hiver rude (moins de 1 °C).
Pour la période 1971-2000, la température annuelle moyenne est de 9,8 °C, avec une amplitude thermique annuelle de 16,6 °C. Le cumul annuel moyen de précipitations est de 1 073 mm, avec 13,1 jours de précipitations en janvier et 10,3 jours en juillet. Pour la période 1991-2020, la température moyenne annuelle observée sur la station météorologique de Météo-France la plus proche, « Badonviller », sur la commune de Badonviller à 6 km à vol d'oiseau, est de 10,2 °C et le cumul annuel moyen de précipitations est de 1 066,3 mm. 
La température maximale relevée sur cette station est de 39,1 °C, atteinte le 4 août 2022 ; la température minimale est de −22 °C, atteinte le 14 janvier 1960,,.
Les paramètres climatiques de la commune ont été estimés pour le milieu du siècle (2041-2070) selon différents scénarios d'émission de gaz à effet de serre à partir des nouvelles projections climatiques de référence DRIAS-2020. Ils sont consultables sur un site dédié publié par Météo-France en novembre 2022.

## Urbanisme

### Typologie
Au 1er janvier 2024, Neufmaisons est catégorisée commune rurale à habitat dispersé, selon la nouvelle grille communale de densité à sept niveaux définie par l'Insee en 2022.
Elle est située hors unité urbaine et hors attraction des villes,.

### Occupation des sols
L'occupation des sols de la commune, telle qu'elle ressort de la base de données européenne d’occupation biophysique des sols Corine Land Cover (CLC), est marquée par l'importance des forêts et milieux semi-naturels (88,2 % en 2018), une proportion identique à celle de 1990 (88,2 %). La répartition détaillée en 2018 est la suivante : forêts (85,3 %), zones agricoles hétérogènes (9,6 %), milieux à végétation arbustive et/ou herbacée (2,9 %), zones urbanisées (1,2 %), prairies (0,7 %), terres arables (0,3 %). L'évolution de l’occupation des sols de la commune et de ses infrastructures peut être observée sur les différentes représentations cartographiques du territoire : la carte de Cassini (XVIIIe siècle), la carte d'état-major (1820-1866) et les cartes ou photos aériennes de l'IGN pour la période actuelle (1950 à aujourd'hui).

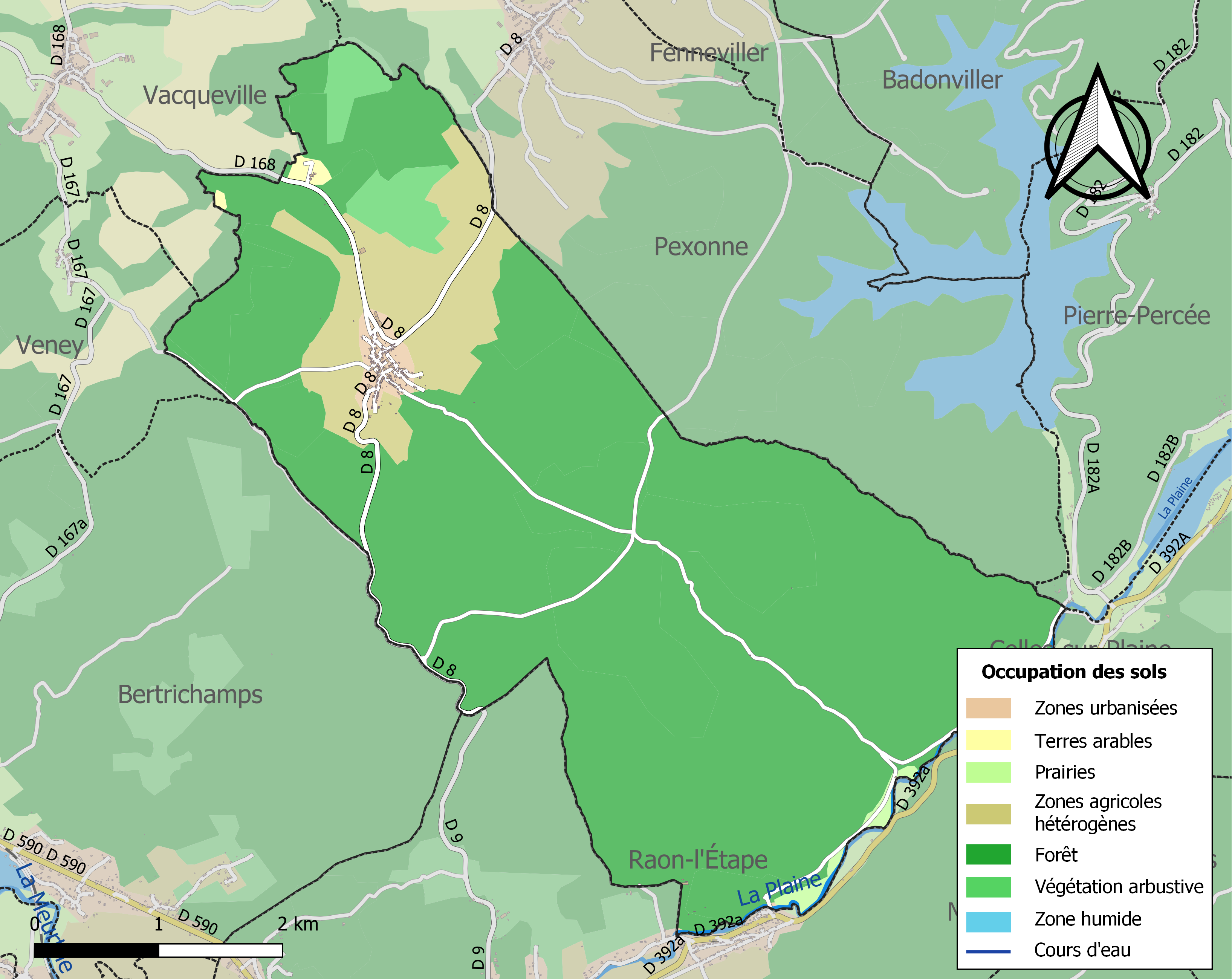
Carte des infrastructures et de l'occupation des sols de la commune en 2018 (CLC).

### Habitat et logement
En 2018, le nombre total de logements dans la commune était de 110, alors qu'il était de 111 en 2013 et de 120 en 2008.
Parmi ces logements, 74,5 % étaient des résidences principales, 18,2 % des résidences secondaires et 7,3 % des logements vacants. Ces logements étaient pour 97,3 % d'entre eux des maisons individuelles et pour 2,7 % des appartements.
Le tableau ci-dessous présente la typologie des logements à Neufmaisons en 2018 en comparaison avec celle de Meurthe-et-Moselle et de la France entière. Une caractéristique marquante du parc de logements est ainsi une proportion de résidences secondaires et logements occasionnels (18,2 %) supérieure à celle du département (2 %) et à celle de la France entière (9,7 %). Concernant le statut d'occupation de ces logements, 89,2 % des habitants de la commune sont propriétaires de leur logement (88,8 % en 2013), contre 57,3 % pour la Meurthe-et-Moselle et 57,5 % pour la France entière.
| Typologie                                               | Neufmaisons | Meurthe-et-Moselle | France entière |
| ------------------------------------------------------- | ----------- | ------------------ | -------------- |
| Résidences principales (en %)                           | 74,5        | 88,7               | 82,1           |
| Résidences secondaires et logements occasionnels (en %) | 18,2        | 2                  | 9,7            |
| Logements vacants (en %)                                | 7,3         | 9,3                | 8,2            |

## Toponymie
Le troisième jour des calendes de janvier 938 (30 décembre 938), Adalbéron évêque de Metz confirme à Raimbert, abbé de Senones, la donation faite par ces prédécesseurs de l'église de Vacqueville (Episcopi villa) dans le comté de Blâmont, avec les neuf manses qui en faisaient partie.

Le nom de la localité est attesté sous la forme Neufmaison en 1513.

Neufmaisons, graphie commune dès le XVIe siècle provient de la dénomination fixée entre 938 et 1152, les « neuf manses » devenant « neuves maisons » avant leur latinisation singulière en Nova domus/ Nova domo avant 1314 et leur francisation à l'époque moderne.
Neufmaisons s'appelait auparavant en latin religieux Nova Domus, et les habitants actuels de Neufmaisons ont choisi le gentilé Nova domien(nes).

## Protohistoire
Au sud-est de Neufmaisons se dévoilait une enceinte de cromlech dans la forêt domaniale du Reclos, partie ancienne et centrale de la forêt du Grand-Clos dont les vestiges les plus proéminents sont détruits en 1880 pour l'empierrement d'un proche chemin promu en route forestière,,. Cet assemblage de mégalithes, encore décrits sur le terrain en 1940 en tenant compte des rapports anciens, c'est-à-dire un cercle de pierres massives de trente pas de diamètre, rejoint par deux longues allées de blocs pierreux amoncelés et alignés, démontre la présence de peuplades des civilisations des hauteurs vosgiennes au sortir du Néolithique dont on retrouve des traces des environs du col de Saverne à ceux du Donon. Ce centre de pouvoir et de rassemblement religieux, délimité tel un templum antique pour fixer le calendrier festif en association à l'astronomie solaire, n'a pas été abandonné. En témoigne la découverte de cinq fragments de bas-relief fortement dégradés, montrant des représentations de parties de corps humains, tronc arborant des draperies, jambe et pied sculptés en relief dans une niche, de lion et de vautour, de piédestal où reposent deux griffes, probablement d'époque plus tardive, gauloise ou gallo-romaine. Non loin, au lieu-dit la Vieille église, où se remarquait des fondations recouvertes par l'herbe des prairies, il existait une chapelle chrétienne, installée dans la continuité d'un temple dédié à Mercure. Dans d'autres endroits de la forêt, Henri Lepage affirme la mise au jour de cercueils en pierre renfermant des ossements.
Le village aurait été détruit par le duc Bernard de Saxe-Weimar, général commandant de l'armée suédoise, au moment où la Lorraine était envahie. Après cette guerre, le village aurait été rebâti 500 mètres plus loin, où il est aujourd'hui. Avant Reconstruction, la légende affirme que Neuf-maisons n'aurait possédé que neuf maisons, ce qui expliquerait l'appellation.
Sur le territoire de Neufmaisons, selon la monographie communale, une sculpture a été gravée sur une large pierre de grès bigarré qui représente Diane chasseresse, déesse lunaire de la mythologie romaine. Une tuilerie aussi de l’époque gallo-romaine aurait existé dès le IVe siècle au lieu-dit « le Tocs » ou l'Étoc, au sud de la Verdurette, à l'extrémité occidentale de la commune, ancien finage disparu à l'époque moderne, mais partagé avec les anciennes communautés de Veney et de Vacqueville.
Henri Lepage, dans son ouvrage Le Département de la Meurthe, publié à Nancy en 1843 écrit, avec un certain détachement, que l'auteur de la statistique départementale de 1838 dit que ce village, appelé Nova-Domus est un ancien fonds qui appartenait aux évêques de Metz et dépendait de leur seigneurie de Vacqueville. On ne sait si Henri Lepage évoque un domaine ou fundius, ou trivialement des fonds d'archives, mais il se permet de supposer que l'orthographe du nom français suggère une composition à l'origine de neuf habitations. Il semble que les châtellenies de Deneuvre, puis de Baccarat aient d'abord représenté les intérêts de l'évêque messin. Il faut préciser que celui-ci y est d'abord un prince seigneurial, car, au spirituel, les paroisses concernées dépendent de l'archidiaconé de Port, un des six archidiaconés de l'évêché de Toul. Selon la monographie communale, des bornes modernes, dans la forêt des Reclos non loin de Raon-l'Étape ont été retrouvées, datées de 1615. Ces bornes servaient à délimiter les forêts de l'évêque de Metz et les forêts raonnaises, sous le double contrôle du duché de Lorraine et de l'abbaye de Moyenmoutier, les deux entités seigneuriales ayant fondées en pariage la ville de Raon en 1279.

### Un village de la châtellenie de Baccarat
Adémar de Montil, évêque de Metz, est en 1340 le fondateur de la châtellenie de Baccarat, installée au chastel de Deneuvre con dit Baccarat. Les communautés d'obédience épiscopale messine sont soustraites à l'ancienne châtellenie de Deneuvre : ce sont Bertrichamp, Humbépaire, Veney, Thiaville, Neufmaisons, Vacqueville, Brouville, Brouvelotte, Hadomay, Acheray, Montigny, Reherrey, Merviller, Vaxainville et la moitié de Badménil. La ville de Baccarat est promue par une charte solennelle en 1344, alors que les communautés paysannes des bans ont le droit d'élire un petit doyen et deux jurés.
Les bois de Monseigneur, situés dans le grand ban de Vacqueville, représente les principales forêts domaniales d'aujourd'hui au voisinage de Neufmaisons. Chaque homme pour son foyer a droit à aller au bois, au plus bel et au meilleur, uniquement pour sa maison et son confort privé. Il doit avertir le forestier et payer deux deniers pour le premier tronc. De plus, le forestier lui indique où aller au mort-bois, "le chié paie un denier au forestier, le demi-chié une obole". Il peut couper des bois ouverts comme il le souhaite pour ses instruments aratoires, le chié, la charrue et la herse écrite phonétiquement hierxe. Chaque homme pour sa famille, soumis à l'impôt, a droit de pâture dans les forêts hormis celles mises en réserve et peut mettre jusqu'à sept porcs sans payer à la glandée. Les deux jurés du village vérifient l'usage des installations banales, moulin à farine avec une mouture au vingtième, comme le paiement des taxes à la vente, parmi lesquelles les vins et le pain. Mieux, un laboureur du ban peut obtenir un droit de bourgeoisie foraine à Baccarat, s'il paie un setier de vin aux prud'hommes, ce qui lui ouvre des avantages sur le marché urbain.
Le châtelain de Baccarat, succédant à l'écuyer Liétard de Brouville, premier nommé à ce poste par Adémar, est à la fin du moyen-âge représentant exclusif de monseigneur l'évêque de Metz, haut, moyen et bas justicier. Les temps de concorde et d'amitiés sont néanmoins rares : les ennemis proches de l'évêque de Metz peuvent être les seigneurs du piémont lorrain, en particulier le sire de Blâmont et le duc de Lorraine, représentant parfois l'intérêt de l'évêque de Toul. La guerre de 1425 qui fait rage entre l'évêque de Metz et le seigneur de Blâmont ravage la campagne de la seigneurie de Baccarat, les rudes habitants de Neufmaisons savent ou se défendre avec vaillance ou fuir dans les bois opportunément, mais ce sont surtout des habitants plus prospères de Brouville, Vatiménil et Baccarat qui sont capturés prisonniers à rançon ou otages de négociation, et emmenés dans les geôles ou basses fosses du château de Turquestein. Le duc de Lorraine s'érige en prince médiateur pour asseoir la paix entre les belligérants.
Lors de la Noël 1439, des troupes du duc de lorraine se jettent avec avidité sur la seigneurie de Baccarat, alors que l'évêque messin Conrad de Bayer de Boppart a juste été saisi vif à la bouche de la Meurthe à Condé. L'effet de surprise fait long feu, les mercenaires soudoyés d'origine alsacienne ou vosgienne, heureux de sortir de l'inactivité d'un hivernage trop doux, affluent et repoussent et déciment prestement les assiégeants, n'ayant cure du sort de l'évêque prisonnier. L'évêque libéré ne garde point rancune, il s'associe puis noue alliance durable avec Isabelle de Lorraine, reine de Sicile. Vers 1450, la réfection du château est entreprise par l'évêché. S'y tient sous sa garde un important marché tous les mercredis, fréquentés par les paysans de la châtellenie et des environs, en plus des deux foires consacrés aux vins, bleds et bétail, saint Vincent en janvier et saint Epvre en septembre. Depuis des décennies, le succès des marchés et foires suscite autant la rivalité de Blâmont, associée à Deneuvre, que l'attraction et la sympathie des montagnards, qui y viennent souvent en fraude des obligations banales.
En 1476, Cugnin d'Épinal, accusé d'avoir provoqué et insulté avec morgue et mépris des sujets lorrains, se voit déchoir de sa charge de châtelain de Baccarat par le duc souverain René II. Un court siège de la place, dirigé par le maréchal de Lorraine avec l'appui d'un capitaine et ses gendarmes suisses, permet de confisquer et les biens et la charge du sieur Cugnin. Charge et biens sont offerts par le duc au fidèle lieutenant de Saint-Dié, Jean d'Einvaux.
La structuration des états lorrains, malgré leur dispersion, est irrésistible dès la fin du XVe siècle. Après une nouvelle rixe avec Deneuvre en 1528, le marché du mercredi de Baccarat, en léger déclin, est aboli. Seules restent à Baccarat les deux foires. Deneuvre centre de paroisse hégémonique impose aussi son marché régulier, grâce à l'entremise du duc de Lorraine et de l'évêque de Toul.

### Temps modernes
La communauté de Neuf-maisons est administrée par le bailliage seigneuriale de Vic, gérant exclusivement les terres épiscopales de Metz. L'administration royale française qui prend progressivement en charge l'évêché de Metz après la chevauchée d'Austrasie ne change pas notablement l'organisation médiévale ancienne. Plus tard, la subdélégation de Vic, complètement sous une administration française exigeante, prend le relais. Cette administration d'Ancien Régime s'évanouit en 1790, avec la concrétisation du département, du district et de la commune.
Le 5 septembre 1554, Robert de Lenoncourt, cardinal et évêque de Metz, renonce à la perception de la dîme dans les bois défrichés de sa châtellenie au profit de l'abbaye de Senones. Selon le cartulaire de Senones, les bans concernés sont  Thiaville, Brouville, Merwiller et évidemment Vacqueville dont fait partie Neufmaisons. Cet accord de partage et bonne entente entre l'évêché suzerain et l'abbaye saint Pierre vassale dévoile une spécialité vosgienne de gestion administrative et religieuse des écarts et hameaux forestiers, alors qu'une surcharge de surveillance évêchoise, au delà des bois que préservent la gruerie, sur ces populations marginales n'apparaît guère rentable au baillage de Vic.
D'après le pied-terrier du 23 février 1605 concernant la châtellenie du prince Charles, cardinal de Lorraine, chaque laboureur qui avait charrue entière devait par an douze quarterons d'avoine ainsi que, selon la terre de culture, douze quarterons de seigle ou de blé,. La redevance de culture ne s'arrêtait pas à ce paiement en nature : pour chaque résal et quarteron de grains restant dans son grenier, le cultivateur payait respectivement deux gros d'argent et un blanc (cinq deniers). Les habitants de Vacqueville, c'est-à-dire du ban, payait en outre un gros par conduit ou foyer fiscal pour le scigne et l'affouage dans les morts bois du ban. Notez que le doyen de Neufmaisons, à l'instar des autres doyens de la châtellenie, faisait rapport sur les biens des manœuvres et autres habitants non laboureurs, souvent des vieillards pour ajuster selon leurs besoins, modes de vie et capacités, le montant de l'imposition globale. Les rentes en deniers étaient dues par tous les habitants et autres domiciliés sur la châtellenie. Les manouvriers payaient la rente en argent selon leurs moyens, décrits par le rapport du doyen. Restait un ultime droit seigneurial, conduire au château trois poules à la saint-Martin requalifié au titre de loyer, auquel nul couple en ménage ou conduit fiscal de la châtellenie n'échappait, mis à part les laboureurs de Fagnou et La Chapelle, et les veufs de l'année ayant perdu leur conjoint avant la saint Laurent.
Le même registre et papier terrier mentionne les procédés de choix et d'élections des maires et officiers pendant les plaids annaux. Ceux qui concernent le ban de Vacqueville dont dépend la communauté de Neufmaisons se déroule ordinairement le mardi après les Grands Rois au château de Baccarat, devant les principaux officiers et ministres de justice de Monseigneur, qui approuvent les choix, nomment ou entérinent les élections qui sont closes vendredi suivant les Rois. Le ban n'est représenté que par deux jurés, choisis parmi six jurés disponibles francs de rentes. Le maire du ban ou premier officier, en réalité un personnage prospère nommé par le pouvoir seigneuriale à partir de candidats proposés par les jurés, doit payer pour sa charge 470 F de Lorraine et 300 F pour le droit de vins. Le maire du ban devient alors franc de rentes et aides ordinaires, il a droit, par sa fonction représentative, de chaufour à volonté, prend une charrée de foin au breuil et bénéficie aussi de quelques menus droits. Il peut lever sur les rentes perçues deux réseaux de blé froment ainsi que deux réseaux d'avoine. Il ne faut pas le confondre avec l'échevin du ban ou encore le doyen spécifique de Vacqueville choisi au cours du même plaid pour l'année. L'échevin est choisi par le châtelain parmi trois hommes du ban. Il doit pour sa nomination quatre réseaux d'avoine et quatre chapons, mais il est aussi exempté de rentes pendant sa charge. Le doyen de Vacqueville était aussi choisi par le châtelain, parmi trois hommes habitant impérativement Vacqueville. Franc de rentes, il doit payer au maire et aux seigneurs voués, quatre réseaux d'avoine et quatre chapons. Parmi les autres offices civiles, il faut signaler deux bangards et trois forestiers. Deux bangards du ban de Vacqueville étaient retenus par le châtelain, parmi six nommés à la fonction par les jurés. Chaque bangard, lointain ancêtre de notre garde champêtre, devait toutefois payer 5 Francs pour entrer en sa fonction, qui lui permettait d'être franc ou exempté de rentes. Les forestiers ou "gardes des bois" étaient le fruit d'une sélection opérée par un grand gruyer ou officier forestier du prince, au besoin par des épreuves techniques. Ce dernier choisissaient les trois plus aptes parmi neuf hommes proposés par les jurés du ban ou des communautés. L'entrée en fonction consistait en une prestation de serment qui les menait droit dans les geôles de la seigneurie en cas de parjure. La fonction non vénale de forestier était libre de rentes, ce qui impliquait le choix de deux manouvriers et d'un laboureur, le plus judicieux pour l'administration. Ce sont ces petits forestiers du ban qui contrôlaient la "paxon" ou paisson dans les bois commun de la châtellenie, ce droit était toujours limité à 7 porcs par famille, mais il fallait débourser deux bons deniers par porcidé.
Vacqueville, ancien domaine épiscopale (Episcopi villa) est le centre incontournable de la grande paroisse jusqu'en mars 1740, mois où est érigé le vicariat de Neuve-maison, c'est-à-dire qu'un vicaire du presbytère de Vacqueville est choisi pour desservir l'église ou chapelle de Neuve-maison. Au XVIe siècle, Vacqueville est encore chef-lieu du ban et mairie, dont dépendent Merviller et Neufmaisons. Mais la communauté de Vacqueville, comme celle de Neuve-maison ou de Veney, a gardé des liens de sujétion féodale à la châtellenie de Baccarat : ce sont des villages lorrains de la châtellenie de Baccarat, dépendant du temporel de l'évêché de Metz, c'est-à-dire en 1756 de la juridiction, subdélégation et généralité de Vic. Ces habitants sont soumis au coutumier de l'évêché. Ainsi, à chaque saint-Martin, les sujets de Monseigneur l'évêque de Metz sont tenus d'apporter trois poules par conduit, à l'exception des veufs, en sa châtellenie de Baccarat.
Entre 1680 et 1683, la chambre d'annexion, créé par le Parlement de Metz, pour consigner avec rigueur tous les territoires, y compris les seigneuries associées, ayant appartenu au Trois Évêchés, afin d'y faire imposer, à coup d'ordonnances, des institutions françaises, francise tous les toponymes considérés sous la dépendance du temporel de l'évêché messin. Ainsi les noms des villages de la châtellenie de Baccarat sont francisés, au moment où le doyenné de Salm autorise une reprise en main des paroisses catholiques sous l'autorité de l'évêché de Toul, évinçant radicalement des autorités monastiques anciennes, voire inquisitoriales d'exception, comme l'abbaye de Haute Seille, en charge de poursuivre les hérétiques protestants.
La carte de Cassini mentionne, entre le bois des Champis ou bois des Champés, soit l'actuel secteur de Viombois, au nord et le village au sud, deux moulins au hameau de Pairis ou meis Pairis, qui tournent avec l'eau détournée de la Verdurette et du ruisseau du Chatoux, dans des grands étangs latéraux disposant de biefs d'écoulement. Ces installations hydrauliques, dûment répertoriées pour signaler d'intéressants passages militaires sur une rivière, se situent au milieu de la prairie irriguée, à plus de 800 m du centre du village, sur un vieux chemin qui relie l'actuelle route de Vacqueville en rive droite de la Verdurette aux proches abords du bois de la Voivre en rive gauche. Le modeste hameau de Pairis semble étaler quelques autres maisons en rive droite jusqu'au-delà du croisement avec le chemin de la Crisnière, qui conduit vers le nord-est aux prairies insérées dans le bois des Champés. La carte de Cassini n'oublie pas la scierie seigneuriale, légèrement en amont du village.
Le laboureur Mathieu, fils d'un modeste régent d'école, installé puis loti en terres à Neufmaisons, est remarqué pour sa probité : il devient régisseur des biens de la seigneurie, chargé de la surveillance des bois et de étangs. En 1755, il obtient le droit de construire une nouvelle maison pour sa famille. Cette grande bâtisse de Neufmaisons sera la grande maison de la prolifique famille Mathieu au siècle suivant, et en particulier des agents municipaux et maires de Neufmaisons, la plupart prénommés Jean-Baptiste, Jean-Michel, Joseph ou Dominique.
Neuve-maison (sic), village du doyenné de Salm dans le diocèse de Toul, figure avec 79 feux et 250 communiants à la messe pascale sur le Pouillé de 1768. L'église paroissiale placée sous le patronage de saint Leudegarius alias saint Léger a d'abord été une simple annexe de Vacqueville, avant d'être érigée en vicariat en mars 1740.
En 1789, la châtellenie de Mgr le cardinal de Montmorency, moyen, haut et bas justicier se compose de :
- la ville de Baccarat, érigée en prévôté par lettres patentes du Roy très Chrétien,
- de la mairie de Bertrichamp composée des villages de Thiaville, Lachapelle, Fagnoux et Humbépaire,
- des villages de Vacquevilie, Montigny, Brouville, Brouvelotte, Reherey, Hadomé, Merviller, Neufmaisons, Veney, Vaxainville,

Badménil.
- de la mairie de Saint-Clément et de la mairie de Moyen, qui ne dépendent point de la ville de Baccarat, à l'instar des mairie et villages cités ci-dessus.

Le sieur Rhoden en dresse un dernier état des biens et revenus avant la Révolution. L'ensemble des biens et revenus de la châtellenie est affermé au sieur Petit de Ramberviller (sic), pour seulement 7000 livres de France. Les contributions sur les grains et les trois poules à apporter à la saint Martin à Baccarat par les laboureurs domiciliés des villages sont restées inchangées depuis le XVIIe siècle. Seules ceux qui tiennent demies charrues et les manœuvres paient en argent le tiers de leur cotte de la subvention, constamment réévaluée.
Il existe quelques revenus particuliers non compris dans le bail de la châtellenie, et perçus par le receveur de l'évêché résident à Baccarat. Ainsi la taille de la saint Rémy illustre faussement l'hégémonie financière de la riche ville de Baccarat paradoxalement privilégiée, avec plus de 269 livres. Vacqueville et Veney toujours associés avec leurs grandes prairies l'emportent avec un montant de l'ordre de 135 livres, mais en secondes places figurent ex aequo Neufmaisons et Merviller avec plus de 58 livres de taxe saint Rémy. A cheval sur les finages des communautés de Vacqueville, Veney et Neufmaisons, le grand pré nommé Les Toques a été affermé directement à Mercier le Jeune pour 590 livres, ce qui montre que la taxe saint Rémy ne dépassant point 800 livres n'est guère une source de revenus efficace. Les manieurs d'argent et de comptes opaques que sont d'abord les bourgeois fermiers, puis les propriétaires bourgeois privilégiés des villes accapareurs de terres tirent profit avec avidité de la rente foncière, alors que l'administration étatique et épiscopale ne conserve que de maigres privilèges et une gestion de la pauvreté. Les amendes de la gruerie, couvrant notamment les 13 916 arpents des forêts de l'évêché, ne peuvent assurer les frais de poursuites judiciaires qu'il faut engager. Le pouvoir souverain, en quête de financement depuis des décennies, est en décomposition : greffe et tabellionage de la prévôté, gruerie et police de Baccarat sont affermés au sieur Leclerc par un bail de 700 livres !.
Au son de la cloche, le 18 mars 1789, l'assemblée des habitants comptant 44 électeurs comparants, se réunit, développe en 16 articles concis les doléances la communauté de Neufmaisons, baillage du Vic, comptant 97 feux, représenté également par N. Mathieu, greffier, JB Job, maire et ses membres élus Henry Dolin, N. Didier, J. Valentin, JB Chanot, JB Demetz, D. Mathieu et J. Crouvezier. Elle élit les deux députés, à savoir le syndic, Joseph Saint-Martin et Joseph Crovizier, et leur remet le cahier de doléances, pour l'assemblée prévue le 23 mars à Vic afin de préparer les états généraux souhaités par le Roi de France. Depuis l'exploitation outrée des bois et forêts qui environnent le village sur les monts, les bois d'affouage, soumis à un contrôle incessant, restent chétifs et le finage cultivé en fond de vallée est désormais sauvage et aride, les orages et les fontes subites de neige y provoquent de fréquentes ravines, qui laissent apparaître parfois le roc sur les hauts champs et rendent les prairies aménagées, impropres pour deux années de culture, car leurs herbes sont dans ce cas souvent recouvertes de 3 à 4 pouces de terre et de roches arrachées. La moindre démarche administrative, lourde et pointilleuse, qui nécessite une grande patience, reste une épreuve car la communauté est éloignée de douze lieues du bailliage et de 22 lieues du parlement à Metz. La dîme fixée au un douzième en nature est prélevée chaque année sur les biens et terres du village, mais les décimateurs depuis l'édit de 1772 n'ont plus la charge de l'église paroissiale, au contraire de la communauté toujours assujettie à la reconstruction et entretien de la nef, de la tour... sans bénéficier d'un curé résident ou à demeure, ni de bureau de bienfaisance pour les nombreux pauvres et indigents, ni d'un quelconque soutien financier. Les décimateurs restent empressés d'obtenir la bonne dîme, mais la communauté doit engager moult procès pour obtenir les petites fournitures qu'ils se doivent d'apporter.

### Époque contemporaine
La commune fondée en 1790, dans le district de Blâmont du département de la Meurthe et intégrant le canton de Badonviller, reprend les anciennes dépendances villageoises, en particulier les censes de Bondieu, de Cœur et de Chère-Pierre, les deux dernières en rive droite de la vallée de la Plaine. Le canton, centre de la vie politique en 1792, compte, en plus de Badonviller et Pierre-Percée encore associées, Angomont, Bréménil, Fenneviller, Montreux, Neufmaisons, Neuviller-lès-Badonviller, Pexonne, Saint-Maurice, Sainte-Pôle, Vaqueville, Veney. Le vicaire chargé des âmes de Neufmaisons, Gouthier, s'éclipse avant la fin de l'année 1791, affichant un probable désaccord politique. Il faut attendre les premiers mois de l'année 1793 pour qu'il soit recherché activement, comme prêtre insermenté ou réfractaire du département. Il est dénoncé par la municipalité républicaine de Froville, son ultime lieu de refuge. Le vicaire Gouthier accusé d'être prêtre réfractaire, une fois captif, affirme n'être plus fonctionnaire public au moment de la loi sur le Serment, connue fin janvier 1790. Mais dès la fin d'avril 1793, il rejoint la liste des prêtres à déporter en Guyane, car les archives de Neufmaisons mentionnent sans ambiguïté qu'il a bien perçu son traitement de vicaire le 1er juillet 1791.
Le village à l'arrivée du XIXe siècle paraît de plus en plus regroupé, en dehors de l'ancienne ferme du Bois des Champé, appelée ferme de Viombois, au nord et des anciennes censes comme Le Bon-Dieu, Chère-Pierre ou Cœur ou de métairies comme La Petite-Grammont. Il existe aussi le site industriel de la tuilerie dit "La Ratolt", plus tard dénommée Le Retout et qui ne semble pas correspondre à la tuilerie du Battant de la fin du siècle, le moulin du Battant et la Forge-Evrard, plus tard transformée en maison forestière. Le Chemin du Capitaine désignait un chemin de hauteur.
Le 17 frimaire an X, la commune de Neufmaisons est reversée dans le canton de Baccarat, rassemblant trente communes, au sein de l'arrondissement de Lunéville.
En 1802, la commune compte 102 feux et 520 habitants. Une succursale est fondée en 1802 par l'évêque concordataire de Nancy, ce qui permet d'annexer la paroisse voisine de Pierre-Percée jusqu'en 1838. L'attachement de ce village lorrain oriental au catholicisme restauré revient prestement, avec une indéniable embellie paysanne au milieu de la première décennie du siècle. Jean-Baptiste Mathieu, notable paysan de Neufmaisons, et son épouse ont eu déjà la plupart de leurs quinze enfants, "les mieux couchés, vêtus, nourris du village" selon le chanoine Edmond Renard, biographe bachamois du cardinal François-Désiré Mathieu, un des nombreux petits-fils de ce couple.

#### De la Restauration au IIIe Empire
En 1822, la commune compte 142 feux et 578 habitants. La croissance démographique se poursuit. Parmi les enfants de Jean-Baptiste Mathieu, le quatrième Joseph devenu prêtre et secrétaire du cardinal de Rohan attire dans son sillage à Besançon le huitième François Mathieu, formé comme lui au collège de Vic avant de faire sa philosophie au Grand Séminaire de Nancy. Mais la Révolution de 1830 sème l'incertitude et le désarroi parmi les catholiques dévoués à la Restauration. François congédié par son oncle quitte les ordres mineurs et revient au village. Il décide d'apprendre un métier et choisit d'être marchand de grains avant le milieu des années 1830, au cours de son apprentissage à la brasserie Tresté à Raon-L'Étape. Après son mariage en 1836, le marchand brasseur s'établit au village de son épouse, Einville.
En 1841, la statistique du département de la Meurthe rédigée par les services de l'archiviste Henri Lepage mentionne ce village de l'ancien évêché de Metz sur la Verdurette, cœur de la commune à 62 km au sud-est de Nancy, chef-lieu du département de la Meurthe, à 32 km au sud-est de Lunéville, chef-lieu d'arrondissement et à 10 km au nord-est-est de Baccarat, chef-lieu de canton où transitent les lettres et le courrier postal. Le recensement de 1841 précise 723 habitants et 175 feux pour une superficie communale avoisinant 2162 ha. Les douze conseillers municipaux sont élus par 72 électeurs censitaires. L'école accueille 151 enfants en hiver, et 82 enfants en bonne saison. Les champs ou terres arables employés aux labours couvrent 371 ha, les prés et les prairies s'étendent sur 145 ha, les bois communaux sur 236 ha. Il existe deux moulins à grains, une forge et une scierie. La superficie de la commune inclut les forêts domaniales, en particulier la forêt du Reclos, dirigée depuis Le Reclos ou le Rouge-Vêtu, écart de Bertrichamps connu pour sa maison forestière.
Au début des années 1850, le Battant comporte déjà une tuilerie et une maison d'habitation, où vit un ménage. Le petit écart abrite huit habitants. Bondieu, autrefois une cense populeuse, n'est plus qu'une maison isolée. Parmi les écarts habités, Henri Lepage mentionne encore Chère-Pierre et Cœur.
Le curé de Neufmaisons Parisot, féru de pédagogie, participe au concours des sociétés d'éducation françaises. En janvier 1865, il reçoit du jury de Lyon une des quatre mentions honorables décernées.
L’église de Notre-Dame-du-Mont-Carmel a été construite pendant les prospères années après 1860 et officialisée le dimanche 22 avril 1866. La première pierre de la construction a été posée le 14 avril 1861. L'ancienne église des années 1740 a été détruite puisque la démographie était en hausse et la population chrétienne avait besoin d'une église plus grande, offrant une nef ample à collatéraux. La légende qu'une ancienne église de Neufmaisons aurait été construite après les années 1642, pourrait prendre appui sur une vague de manifestations, ici réinterprétée, de la dévotion des carmes lorrains, qui, au cours des années 1640, décrivent force miracles apportés par le toucher du scapulaire de Notre-Dame du Mont-Carmel.
L'église néogothique flambant neuve dévoile à l'intérieur un mobilier riche, avec une vaste tribune dominant la porte d'entrée. Une tour élevée, avec une flèche ornée de quatre clochetons, domine la Verdurette et la mairie sur l'autre rive. Un grand christ en bois, rescapé de l'église du siècle des Lumières, semble interroger les fidèles. Se remarquent aussi deux belles statuettes en bois, montrant la Vierge-Marie et un évêque. Monseigneur Lavigerie a procédé à la consécration de la nouvelle église de Neufmaisons, richement ornée, un bel édifice que la presse d'époque décrit en église "romane à trois nefs" (sic). Monté en chaire, ce dimanche 22 avril 1866, l'évêque de Nancy a loué le zèle de l'abbé Parisot, curé soutenu par ses fidèles paroissiens.
La succession du marchand de bois Jean-Baptiste Conroy, qui comporte notamment des droits sur une maison indivis, proche de la ferme de Viombois et 8,20 ha de hagis sur la forêt attenante, est hâtée par la vente par licitation des immeubles encore indivis des héritiers de feu son père, Nicolas Conroy, organisée le samedi 3 avril 1869 à trois heures du soir par maître Gérardin, avoué à Saint-Dié, associé aux notaires maître Stevenel de Saint-Dié et maître Thouvenin de Raon-L'Étape. Les autres enfants et petits-enfants, héritiers du patriarche Nicolas Conroy affichent un désaccord patent avec les héritiers et la veuve, de feu Jean-Baptiste Conroy. Marie-Catherine Duvic, veuve de Jean-Baptiste et mère de quatre enfants vivants, a encore la charge de trois enfants mineurs, puisqu'elle a autorisé le mariage de son aînée, Marie Joséphine Adeline Conroy au sieur Jules Humbert, cultivateur à Neufmaison. Déclarée cultivatrice, elle a convolé en secondes noces avec le garde particulier de la forêt de Viombois, le sieur Victor Lucas. La maison indivise entre la forêt de Viombois au nord et au levant, un chemin d'exploitation au couchant et au midi un pré appartenant aux autres enfants de Nicolas Conroy, comporte une rabaissée, un jardin, l'ensemble étant clos de murs, et un autre jardin au-devant, le tout pour 8 ares 50 centiares : elle est mise à prix 3000 F. Il existe donc a minima une maison forestière et cette maison voisine, au nord de la grande ferme de Viombois et de ses dépendances. Précisons que cette dernière, à septante mètres de la route de Vacqueville, est isolée au milieu de vastes champs, souvent dénudés après les récoltes et labours, bordés de prés, couvrant plus d'une quinzaine d'hectares, dominant au sud les prairies de la Verdurette et celles d'un petit ruisseau coulant du massif forestier de Viombois.

#### Guerre de 1870 et occupation allemande
L'Empire français pendant la guerre de 1870 s'effondre après trois années économiques moroses. Une colonne militaire allemande, principalement prussienne, occupe Badonviller dès le 21 septembre 1870. Elle poursuit vers Baccarat le jour suivant. Un détachement du bataillon mobile de la Meurthe, à l'initiative du commandant Brisac venu en urgence de Saint-Dié, occupe la maison forestière du Petit Clos, dite du Rouge-Vêtu, et surtout son plus proche sommet homonyme dès le matin du 23 septembre. Ce point d'observation discret à 422 m d'altitude est idéal pour surveiller les mouvements militaire sur le piémont vosgien au nord et y masser des troupes pour contrer l'offensive vers la Meurthe. Les vigiles sont accablés toute la journée par une chaleur torride, encore plus humide en forêt, alors que la sérénité règne sur Neufmaisons. Il est trop tard, les troupes prussiennes ont gagné hier par Vacqueville et Merviller la ville de Baccarat, et s'apprêtent le 24 septembre à recevoir des renforts pour garder Azerailles.
Dans la soirée du 26 septembre, le commandant Brisac, à la tête du deuxième bataillon de la Meurthe, improvise une attaque nocturne à partir de la maison forestière du Rouge-Vêtu. La quatrième compagnie du 3e bataillon des Vosges doit rejoindre la grand'garde ou compagnie de Bertrichamps. La colonne s'ébranle à 1 h du matin vers la route de Baccarat, les francs-tireurs du Doubs en éclaireurs. Mais le désordre survient promptement dans les rangs, les francs-tireurs conduisent et égarent une grande partie des troupes sous les bois, peut-être en quête de fraicheur. Le commandant Brisac qui a contourné prudemment Baccarat arrive à Azeraille au point du jour, ne conduit plus que 150 soldats, un effectif trop faible pour tenter la moindre attaque. Il ordonne une retraite amère d'abord vers la route de Baccarat, et reconduit son maigre effectif présent au Rouge-Vêtu. Il apprend dans la journée, que la moitié de la colonne nocturne est rentrée de nuit à Raon-L'Étape. La Grand'Garde de Bertrichamp a manqué le rendez-vous, et sans ordre, apeurée, s'est replié à Raon-L'Étape. Le calme champêtre qui règne sur Neufmaisons n'empêche point les réquisitions et taxations allemandes orchestrées depuis le chef-lieu de canton Baccarat, jusqu'en septembre 1873.

#### Belle Époque
Les vives mutations de l'économie globale au tournant des années 1850 ont favorisé un puissant exode rural, familles mononucléaires ou célibataires ont migré en quête d'un travail ouvrier, à la fois stable et mieux rémunéré, vers les usines et les villes en croissance, parfois lointaines. Les liens avec les anciennes familles autrefois élargies et paysannes, se sont effacés, parfois rompus au fil des années prospères, du fait de mode de vie différent. Dès 1867, les plus pauvres familles de Neufmaisons plongent néanmoins dans une misère sournoise et durable : manger des pommes de terre récolté au jardin tout en se privant de pain permet de ne pas trop s'endetter. Le notaire Jacquel, installé à Badonviller, fait passer en octobre 1873 par la presse régionale, un avis de recherche de Joseph Miot, né à Neufmaisons, et de ses possibles hoirs, qui est en bonne place parmi les héritiers de feue Marie-Célestine Gérardin, épouse de Prosper Colin, habitant de Fenneviller. Sa démarche pour clore l'héritage reposant sur l'écrit s'explique par la lente disparition des nouvelles par bouche à oreille et les grands progrès de la scolarisation depuis les lois Guizot générant des lecteurs assidus.
La période de guerre et d'occupation n'a certes pas été propice à la croissance, mais les crises économiques les plus sévères et durables, frappant l'industrie, surviennent surtout de la fin des années 1870 au début des années 1890. Le vieux négoce lorrain, criblé de dettes, s'efface, ainsi la faillite du négociant de Neufmaison, Auguste Grandclaude, prononcée le 11 juin 1874 par le juge du tribunal de commerce de Lunéville.
Fin septembre 1882, le jardinier fleuriste Claudel installé à Raon-L'Étape apprend, avec stupeur, la dégradation récente de la tombe familiale au cimetière de Neufmaisons. Un instituteur adjoint, Joseph Christophe, voulant exalter devant ses dignes parents habitant le village, les valeurs combatives de l'athéisme militant, a en effet arraché la grande et belle croix de fonte sur la tombe des grands-parents du sieur Claudel, le soir du 18 septembre 1882. Le rationaliste frais émoulu de l'école normale avait d'abord argumenté en vain pour démontrer l'impuissance divine. Abandonnant toute discussion ou dispute raisonnée, le jeune laïcard, âgé de 22 ans, fraîchement converti se précipite sur la statue de la Vierge maternelle et le Christ en crucifix de sa maison natale. Saisi par une fureur iconoclaste, il brise ces modestes objets de dévotion intime, devant ces géniteurs médusés. Mais la démonstration violente qui ne convainc guère ne lui suffit point. Fou furieux, le jeune homme dérangé court au cimetière et ramène une croix de fonte qu'il frappe et brise à l'aide d'un marteau. Le pauvre Claudel qui n'habite plus la commune remplie des charmes champêtres d'autrefois, est bien embarrassé pour porter sa plainte aux gendarmes car il y préservait de belles relations, avec nos anciennes gens, souvent de sages patoisants lorrains vivant encore loin du fol tumulte industrieux des vallées en voie de francisation rapide. L'instituteur public de Neufmaisons, Joseph Chaudron, marié avec l'institutrice laïque, totalement étranger à cet acte déraisonnable, s'occupe avec assiduité de son enseignement scolaire : il reçoit une mention honorable de la société pour l'instruction élémentaire au cours de l'été 1884.
Début septembre 1887, un incendie inopinément survient chez Humbert, épicier marchand à Neufmaisons. Heureusement maîtrisé au bout de 10 minutes, grâce à l'intervention des voisins vigilants, ce sinistre ne cause que 350 F de pertes de marchandises. Sa cause est connue : en soirée, on versait du pétrole lampant d'une grosse bouteille dans des récipients de plus faible capacité, à moins d'un mètre d'une lampe préalablement allumée. Les vapeurs d'essence enveloppent les vêtements de la dame Humbert à proximité, elles attirent aussi les flammes sur ses habits qui s'embrasent. Le feu, attisé par les mouvements de l'épicière apeurée, part ensuite sur des ballots de laine, puis montent vers les rayons de mercerie, avant que les voisins alertés ne surviennent pour enrayer le sinistre.
Dimanche 10 juin 1888, pendant les vêpres, les habitants de Neufmaisons apprennent la triste fin du propriétaire Jean-Baptiste Valentin, ancien maire de la commune. Le propriétaire de 66 ans, autrefois dévoué à sa tâche de premier magistrat de la commune, mais devenu au fil des récentes années dépressif et refermé sur ces soucis privés et sa gêne d'argent, est retrouvé pendu à trois heures du soir dans son grenier. Le docteur Messier venu de Badonviller rédige le constat médical, notant que l'ancien élu s'est pendu discrètement pendant la nuit. Le sieur Valentin laisse sa seconde épouse, Marguerite Pierron, veuve.
La commune de Neufmaisons, à l'instar de ses deux voisines Bertrichamps et Veney, entérine la suppression de la vaine pâture, en accord avec l'article 2 de la loi du 9 juillet 1889, revue le 22 juillet 1890. La vaine pâture ne concerne nullement les fractions de finage déjà mises en défense ou placées en réserve, comme les bois, les clos, les vergers et les prairies aménagées ou artificielles. Les rares troupeaux des éleveurs divagants ou transhumants devront se contenter de l'herbe des abords du chemin public.
En 1890, la commune au revenu annuel avoisinant 11190 Francs, participant essentiellement à une économie agro-pastorale et sylvestre lorraine traditionnelle compte 703 habitants et deux écoles publiques. La poste s'effectue par la proche Pexonne, à 3 km, où passe le chemin de fer de Baccarat à Badonviller, mais le courrier de Badonviller à Raon-L'Etape passe par Neufmaisons. La mairie est située à 7 km de Badonviller, chef-lieu de canton, à 36 km de Lunéville, chef-lieu d'arrondissement et à l'est-sud-est, entre 64 et 51 km de Nancy, préfecture de Meurthe-et-Moselle. L'optimum démographique est atteint avec 703 habitants au recensement de 1891. Le vieillissement de la population est déjà assez avancé, ce qui cause le déclin démographique : 699 habitants et 229 électeurs début 1893, 636 habitants et 183 électeurs en 1901, 603 habitants en 1906, 550 h en 1911. Le maire Kim et son adjoint Joseph Job sont d'abord des cultivateurs cossus et respectés, fournissant du labeur aux plus modestes, le maire s'improvisant en saison marchand de porcs, en compagnie de l'ancien Gégoux, et son adjoint marchand de bois. Le curé Jardel, l'instituteur Chaudron, le garde-champêtre Claudel, tous installés au village, représente quelques personnalités notables. La sœur Marquaire anime l'école religieuse pour les filles. La maladie et l'absence consécutive début 1897 de cette sœur maîtresse de classe unique a pour résultat une extension inopinée de l'école laïque destinée aux fillettes. L'ensemble provoque une polémique religieuse plus à l'échelle lorraine ou nationale qu'au niveau du village durant l'été 1897 : La Croix de l'Est, organisateur catholique d'une collecte de défense lorraine de l'école chrétienne, s'empresse d'y faire ouvrir une école libre pour ne pas abandonner les enfants des croyants à une école sans Dieu. En 1902, les institutrices laïques, Madame Claudon et damoiselle Clément, semblent accueillir au moins autant de jeunes filles que la responsable de l'école libre (catholique), la bonne sœur Marcouly. Alfred Chaudron, fils du couple d'instituteurs, né à Neufmaisons le 11 octobre 1876, a soutenu début mai 1902 une thèse pour le doctorat de médecine à la faculté de Nancy, sur le thème "des injections de vaseline et paraffine dans la prothèse oculaire". Le jeune médecin prévoit de s'installer fin mai à Celles-sur-Plaine.
De part et d'autre de la Verdurette, la mairie-école massive au nord-est et l'église élancée vers le ciel au sud-ouest se font face, et semble déjà s'opposer.
Le village au croisement de routes est caractérisé en 1893 par la présence de nombreux commerces et services de bouche, les vieux aubergistes Christophe et la veuve Feys qui se fait suppléer par Hult, les boulangers Mathieu et J. Feys, les épiciers Hirlet et Feys, sans oublier l'artisanat représenté par le charron Miot, les maréchaux-ferrants Balland et L'Hôte, les cordonniers Job et Miot, les sabotiers Job, Stouvenel, J. Chanel et Auguste Chanel, voire les brodeuses Deveney et Stequely, qui collectent souvent le travail d'autres brodeuses plus discrètes, et quelques couturières oubliées. La fête patronale saint Léger est prévue, hormis si elle tombe un lundi, le deuxième dimanche d'octobre. Dans le cas d'un lundi banni, elle est reportée au troisième dimanche. Notons que le lundi est jour de marché à Badonviller, alors que vendredi est jour de marché à Baccarat. L'important marché aux grains et aux houblons se tient le mercredi à Lunéville.
Au niveau du canton, il existe de nombreux concours d'émulation, qui ne sont point associés aux comices agricoles. En 1893, le dimanche 1er octobre 1893, le concours de tirs de Pexonne accueille 200 tireurs du canton. Parmi les notables politiques qui récompensent à tour de bras quelque quatre-vingt tireurs répartis en catégories d'âge, d'équipement et de position, Th. Fenal, conseiller général du canton, narre quelques anecdotes de la dernière guerre et loue l'exercice maîtrisé du tir, première préparation indispensable à la résistance militaire. Parmi les lauréats au tableau d'honneur ne figurent que six participants de Neufmaisons, à savoir Prosper Paradis, Joseph Magron, Charles Romac, Joseph Colin fils, Nicolas Rohr et Joseph Lohmann.
En octobre 1893, Jean-Baptiste Mandra, fils du garde champêtre, tente à deux reprises de mettre le feu à un hangar à fagots, appartenant à Monsieur Roland, cultivateur à Neufmaisons. Les dégâts sont insignifiants, car le pyromane improvisé était alors ivre. Alertés, les gendarmes de Badonviller, garants de l'ordre, prennent au sérieux l'affaire et extorque à l'ancien ivrogne incendiaire des aveux tardifs.
Au début des années 1890, il existe encore une taillanderie et une tuilerie Fenal, au lieu-dit Le Battant, en activité. La Verdurette de Neufmaisons fait tourner trois moulins. La scierie Haxo tenu par le sagard Walter, la scierie des forêts domaniales du Reclos à la Forge-Évrard gérée par le sagard Lionnet, mais aussi les fermes-maisons forestières de la Forge-Évrard et du Rouge-Vêtu, la Cense du Coeur, Le Bon-Dieu et la ferme Viombois entretenue par le fermier Hilt, dont l'épouse est sage-femme, constituent autant d'écarts modestement habités.
Le 16 février 1895, à une heure de l'après-midi est prévue la vente aux enchères publiques, en trois lots, de la tuilerie de Neufmaisons par l'étude de maître Émée Ambroise, avoué à Lunéville, associée au notaire de Badonviller, Julien Mehl, préposé à l'enchère. Les principaux immeubles, à trois kilomètres des gares de Pexonne ou de Merwiller-Vacqueville sont encore exploités par M. Deveney, fabricant de tuiles et de briques.
- i) Le premier lot comporte une vaste maison, avec logements, écuries, engrangements et remises, sise au Battant. Elle se situe devant un vieux et grand bâtiment, possédant un four carré, autrefois à usage de tuilerie. Les deux bâtisses et les terrains alentour, sous forme de prés, vergers et jardin couvrent 1,55 ha.
- ii) Le second lot pour un montant minimal de 14000 F comprend la "tuilerie au Battant", qui consiste en un vaste bâtiment récent de 65 m linéaire, dit Nouvelle tuilerie, avec deux fours carrés, logements des machines et appareils de fabrication, bureau et séchoirs pour tuiles et briques de 60 mille places. S'y adjoignent une remise et un bâtiment technique avec chute d'eau, roue motrice et organes de transmission, les droits d'eaux avec le canal et un terrain attenant de 60 ares de prés. Est compris dans ce lot l'ensemble des machines, outils et ustensiles servant au roulement de l'usine qui pouvait assurer la production annuelle de 300 mille tuiles et 700 mille briques.
- iii) Le troisième lot correspond à un champ aux Tocs, d'une contenance de 98 ares et 18 centiares, estimé à 200 F. Il servait après des labours répétés à l'extraction de terre argileuse.

La forêt communale étagée entre 310 et 380 mètre d'altitude sur le grès vosgien et le grès bigarré, constituée en taillis en conversion de futaies, s'étend sur 152 ha. Elle comprend précisément les forêts nommées Les Haies pour 96 ha, Chaumont pour 29 ha situé sur Bertrichamps, le canton de Basseret soit 27 ha sur la commune de Veney. Les essences sont assez variés sur les versants ensoleillés : 65 % de hêtres, 20 % de chênes, 10 % de bouleaux, 2 % de charmes et de pins sylvestres, 1 % de résineux sapins ou épicéas. Les coupes annuelles, 107 mètre cube avec une réserve de 36 mètre-cube, respectent une révolution de 120 ans.
La forêt domanial des Reclos, étagée de 205 m à 541 m d'altitude, étalée de la rive droite de la Meurthe à la rive droite de la Plaine, en particulier sur Bertrichamps, Veney et surtout Neufmaisons couvre 1914 ha. Elle occupe 1387 ha sur la commune de Neufmaisons, en incluant le canton de la Voivre comprenant d'un bloc 85 ha à côté de Veney. Cette vieille forêt lorraine présente la particularité d'être scindée en deux par un des vallons de la commune de Neufmaisons, laissant à l'est la "forêt du Grand Clos" et à l'ouest la "forêt du Petit Clos". L'aménagement de 1875 privilégie la futaie régulière, par la méthode conjointe des réensemencement naturel et des éclaircies. Les essences restent variées, même si la hêtraie sapinière a été favorisée : 35 % hêtre, 35 % sapin, 13% pins, 10 % chênes, 6 % bouleau, 3% charme. La révolution correspond à 144 ans, divisée en quatre périodes de 36 ans, amenant quatre affectations. La forêt des Reclos ne comporte que trois séries : la série de Chercières (643 ha), celle de la Forge-Evrard (659 ha) et du Rouge-Vêtu (612 ha). Entre 1888 et 1896, le produit annuel moyen concerne 8423 mètre cube, soit 91 000 F. Les frais de chasse sur l'ensemble de la forêt domaniale des Reclos rapportent annuellement 3330 F, couvrant largement les travaux forestiers estimés à 2500 F, mais nullement les frais de surveillance de la période, oscillant entre 4233 F à 3397 F par an.
En octobre 1898, après 25 ans et demi de service à la légion de Paris, le maréchal des logis Lucot prend sa retraite de la gendarmerie nationale (France). Avec une pension de 1097 F, il se retire dans son pays familial à Neufmaisons.
Des carrières sont exploitées en 1902 par Messieurs Idoux et Frayard. Le 1er août 1902, le Conseil Général décide l'amélioration de la traverse de Neufmaisons, en particulier la route départementale n°17.
Le 10 avril 1904, le réseau téléphonique est installé à Neufmaisons, en particulier à la mairie-école. Le maire Joseph-Nicolas Kim, cultivateur installé de longue date au village, est honoré du mérite agricole en juin 1904. Le dimanche 21 août 1904, Badonviller accueille le comice agricole de Lunéville, dont les organisateurs et juges extérieurs au terme d'un été marqué par une longue sécheresse en plaine restent émerveillés par les grasses prairies et la qualité de l'élevage du canton. Si la prime culturale d'honneur échoit au domaine du cultivateur Joseph Urbain de Neuviller-lès-Badonviller et à l'ensemble de son personnel, les médailles d'argent grand module sont décernées à quatre lauréats, où figurent la commune de Neufmaison (sic) et le sieur Deveney. Une vingtaine de primes dégressives pour la création de fosse à purins dans le canton sont accordées, et loin derrière les quarante francs des premiers récompensés, les citoyens de Neufmaisons Ferry aîné et Deveney pour 15 F, et Émile Chanel 10 F figurent parmi les derniers méritants du palmarès. La main d'œuvre agricole de Neufmaisons n'est pas oubliée :  d'abord en sylviculture, l'ouvrier forestier Claude glane une médaille de bronze avec une prime en numéraire de 20 F, ensuite au concours polyvalent (travaux de ferme, élevage, culture de houblon, sylviculture), l'ouvrier agricole Sébastien Violant obtient une première place, mais honorée seulement par une médaille de bronze et 10 F, ce qui le distingue à peine des cinq mentions honorables avec 10 F d'encouragement, où apparaît son collègue du village, Paul Thiéry.
Les relations humaines ne sont nullement idylliques à la Belle Époque et les personnes vulnérables et fragiles se taisent souvent pour ne pas subir encore plus. Charles Bouclainville, voiturier résidant à Raon-L'Étape, mais possédant du bien et de la famille au village, assigne à la justice de paix à Badonviller un habitant de Neufmaisons connus pour diverses malversations et indélicatesses. Revenant du chef-lieu de  canton, le voiturier sans peur se trouve assailli par le forcené indélicat, prévenu de sa démarche officielle contre son autorité, puis frappé à coups de pied et de poing jusqu'à le laisser gisant. Le voiturier blessé, qui a transmis cette fois-ci le contentieux à la demi-brigade de gendarmerie de Raon-L'Étape, a pris quinze jours pour se rétablir.
Un arrêt du conseil d'état, en date du 25 février 1905, nous apprend que les locaux de la scierie Lecuve sur la commune de Neufmaisons ont été abusivement imposés au un vingtième, alors qu'un cinquantième suffisait sur le plan légal. Les sieurs Villard et Rogé, anciens exploitants de ladite scierie en 1903 pour le compte de l'entreprise tentaculaire de Charles Lecuve, basée à La Neuveville, s'étaient plaint de surtaxes et avaient réclamé haut et fort un abaissement de moitié de leur impôt direct. Leur demande, traitée par l'administration fiscale en 1904, avait été déboutée, le conseil d'état confirme ce rejet, mais constate par l'étude précise du dossier que la société propriétaire était surimposée et fait rembourser à l'administration des impôts le trop-perçu.
Début mars 1911, un bureau de bienfaisance est fondé par décret à Neufmaisons. Il s'agit d'une refondation radicale et tardive de la vieille organisation communautaire, décidée quelques années après la loi sur les associations et celle plus mouvementée sur la Séparation de l'Eglise et de l'Etat, car l'ancienne organisation discréditée apparaissait en lointaine héritière du conseil de fabrique charitable et intriquée durant l'époque contemporaine à la vie paroissiale et communale. A la fin du printemps 1911, le recensement de la commune ne retient que 550 habitants et le bureau postal à Pexonne a disparu, seul reste celui de Badonviller, ces deux dernières localités proche étant desservies par le chemin de fer de la Verdurette, en particulier venant de Baccarat.
En juin 1911, Hyacinthe Antoine, garde domanial des Eaux et Forêts de première classe à la Forge-Évrard est admis à faire valoir ses droits à la retraite. Le garde domanial de même statut exerçant à la maison forestière voisine de Bondieu, François Noël, est appelé au poste de la Trouche sur la commune de Raon-L'Étape en remplacement du titulaire E. Barlier admis à la retraite.

#### Grande Guerre
La descente des unités badoises de la 28e Division d'infanterie dans la vallée de Celles, après l'échec cuisant de l'armée française aux abords des forts allemands de Mutzig en août 1914, entraîne une longue débandade française, mais les forces en contact engagées dans ces combats féroces des Vosges n'ont rien de commun avec les modestes et souvent placides effectifs de la Guerre de 1870, qui rentraient dormir en caserne, s'ils ne se perdaient pas en chemin, après un petit combat ou la construction d'une ligne de défense sans voir d'ennemis dans la montagne. Ce front des Vosges en 1914 est un des plus meurtriers de la Grande Guerre. Celles-sur-Plaine est perdue le 24 août par la 13e division d'infanterie, qui se replie en ordre et organise en vain un barrage à La Trouche. La position défensive en rive droite de la Verdurette et sur les hauteurs de ses bois en rive gauche est tenue par deux régiments d'infanterie du 21e corps d'armée et le 61e bataillon de chasseurs à pied (réserve CA) sous les ordres du commandant la 85e brigade, qui a le concours d'unités restantes du 59e régiment d'artillerie de campagne. La position de Neufmaisons devient intenable sous le feu de l'artillerie lourde ennemie, qui pilonne le village. Le repli s'impose le 24 août: il est organisé en hâte, en instaurant un contrôle préalable des routes de Neufmaisons vers Thiaville, vers Veney et Bertrichamps. La retraite couverte par ce qui reste de l'artillerie française est difficile dans la forêt domaniale du Reclos, où forestiers et promeneurs retrouveront chaque année après la guerre pendant des décennies des cadavres oubliés de soldats. Les artilleurs du 59e RAC ont été vite aperçus et leurs batteries rapidement mises hors service : Le capitaine Joseph Gény, commandant la première batterie, le sous-lieutenant de la 12e batterie, Marie Madinier et le maréchal des logis, Alphonse Béghin sont tués lors de ce combat de Neufmaisons ce 24 août.
En réalité, la situation sur le terrain est beaucoup plus confuse : le journal de marche du capitaine Léon Riotor, commandant la cinquième section de munition d'artillerie, du parc du 21e corps d'armée, rappelle que la retraite, ordonnée en direction de Thiaville, de son modeste équipage résiduel, composé d'une voiture tractée par des lourds chevaux, d'un trompette et de deux cyclistes, s'effectue dès le 22 août depuis Badonviller sous une pluie torrentielle. Vers 16 heures, la colonne en retraite n'avance plus, largement engorgée avant son arrivée à Neufmaisons. Le capitaine Riotor à cheval décide de rechercher puis de prendre au petit bonheur des cartes un raccourci dans la forêt des Reclos, il s'y perd dans une nuit qui reste marquée par l'angoisse et la peur de s'embourber, ne retrouvant de manière miraculeuse au lever du jour du 23 août sa petite équipe sur les bords forestiers et paisibles de la rivière Meurthe à Bertrichamps. L'officier et sa troupe comprennent vite que Baccarat est déjà occupé par l'ennemi et que sa voisine Thiaville déborde de troupes françaises. De manière autonome, le lieutenant Cartier-Bresson abandonnant la vallée de la Plaine a gagné Neufmaison, où, bon connaisseur du secteur, il regroupe le 1er et 2e groupe du 62e régiment d'infanterie. Il renforce la 25e brigade qui part au petit matin du 24 août attaquer Badonviller, personne apparemment n'ayant reçu d'ordre de retraite. Or, là où il se dirige sur ce piémont, une masse allemande progresse en sens inverse, soutenue par une puissante artillerie, bien supérieure au soutien léger des pièces portatives de 70. Le choc est violent, et pour se libérer l'étreinte ennemie, la montée en ligne du 10e BCP, ce flux de jeunes d'hommes courant en grandes foulées pour effectuer une belle charge libératrice, non sans pertes intenses, émeut encore des années plus tard le général improvisé historien de guerre Émile Edmond Legrand-Girarde qui aurait voulu embrasser les glorieux jeunes fantassins partant vers l'au-delà.
Le 25 août, au matin, le général Edmond Dubail exige une contre-offensive, il demande à la 43e division d'infanterie de pousser de Ménil-sur-Belvitte à Baccarat, à hauteur de Criviller, pour tenir la ligne défensive Thiaville-Baccarat, dans la continuité de la 13e DI installée récemment sur la ligne Etival-Thiaville. Au même moment, les unités de réserve de la 13e DI doivent se saisir de Raon-L'Étape et pousser vers Neufmaisons. Mais, en soirée, le général Dubail, ayant appris avec stupeur la saisie d'Anglemont par la troupe allemande se résigne au repli. Sur la carte, il pointe le col de la Chipotte, qu'il faudra tenir coûte que coûte. Après la bataille de la Chipotte, le redéploiement défensif allemand est maîtrisé jusqu'aux hauteurs jugées stratégiques, en particulier au voisinage d'Angomont, du col de la Chapelotte et du début du Val d'Allarmont. Ainsi, Neufmaisons, jugé d'emblée trop délicate à défendre est abandonnée par les Allemands. Réoccupée par les troupes alpines, elle redevient dans la foulée française. Pourtant, ces jours sombres, marqués des destructions immobilières et la menace des bombardements ont provoqué l'exode d'une fraction de la population, parfois absente pendant quatre ans. Un rapport optimiste, rédigé avant le 15 novembre, sans faire allusion aux dures combats, atteste qu'il n'y a aucune victime civile durant l'occupation allemande qui a duré vingt jours. La commune qui montre quelques maisons endommagées, arrive à se ravitailler sans trop de difficultés. La rentrée des classes est faite. La présence proche de la guerre génère un paysage sonore inédit, avec en toile de fond aléatoire la résonance des tirs d'artillerie. Le 16 novembre 1914, à 1 h 45, quelques insomniaques du village entendent sur la route menant à Badonviller dans la nuit les vibrations et cliquetis des roues d'un dense peloton militaire cycliste qui file vers Bréménil pour se positionner à l'aube, après avoir laissé leurs cycles, à la Croix-Collin et sur la hauteur du château dominant la Vezouze.
Du 9 décembre 1914 au 12 novembre 1915, le 309e régiment d'infanterie se déploie sur ce secteur calme tout à fait à l'arrière des premières lignes ou tranchées du front : Baccarat reçoit l'état-major et le cinquième bataillon, et Neufmaisons le 6e bataillon. Le 27 février 1915, une attaque allemande orchestrée sur le front de la Vezouse perce sur un minuscule secteur autour de Bréménil et le lieu-dit Les Carrières. Le 3 mars 1915, les 19e, 20e et 21e compagnies quittent Merviller pour s'installer à Neufmaisons, elles sont rejointes après le 6 mars par un petit détachement de sapeurs de la compagnie 27/1 du 11e régiment du génie qui s'occupe de la ligne de défense de la Roche aux Corbeaux. Ces compagnies sont mises à disposition du lieutenant-colonel commandant le 349e RI pour attaquer les lignes allemandes sur le secteur de la Chapelotte. Le 16 mars, dix jours plus tard, le sapeur Charles Bourcet, caporal du génie de la compagnie 27/51 est blessé par shrapnel au bois de la Woëvre (sic) et évacué sur l'ambulance de Neufmaisons, où il décède le 18 mars 1915, au côté d'un compatriote dolois, le soldat d'infanterie, Vincent Boischut, blessé mortellement le même jour. Le 24 avril 1915, le préfet du département, accompagné du sous-préfet de Lunéville, rend au canton une visite de solidarité, s'arrêtant à Neufmaisons, Pexonne, Pierre-Percée et Badonviller.
Le 6 juin 1916, le sapeur Roure du détachement de la compagnie 27/1, cantonné au village est blessé à Neufmaisons par des projections après éclatement d'obus. Le 8 juin 1916, les puissants bombardements qui ciblent Neufmaisons tuent deux sapeurs du 11e régiment du génie, Pierre Benoit et Gabriel Burlet, respectivement des classes 1912 et 1913. Ils ne sont nullement les seuls victimes ce jour-là, le lieutenant du 39e territorial d'infanterie, Amédée Siron, trésorier de la société de tir d'Amboise avant-guerre , est tué sur le coup.
La commune reste à portée des tirs d'artillerie ennemis jusqu'à l'Armistice. Assez loin à l'arrière du front, elle servait d'entrepôt et de lieu de repos, aux unités qui occupaient les lignes de défense française ou alliée. Neufmaisons a eu l'honneur d'accueillir des tirailleurs sénégalais en 1917 et des troupes américaines du 167e régiment d'infanterie US en 1918.
Les habitants de Neufmaisons, qui ne sont point partis, en tous les cas de façon durable, vivent un quotidien routinier pendant ce long conflit. Parmi ceux-ci, les gardes domaniaux de Eaux-et-Forêts résidant à Neufmaisons, Jean Meyer et Jules Pillard voient augmenter enfin leur traitement passés de 1100 F à 1200 F en début d'année 1915, conformément aux mesures gouvernementales prises au début de l'année 1914 pour restaurer les rémunérations face à l'inflation des dernières années. Les gardes qui les remplacent, nommés Ouny et Reny sont également présents en juillet 1917 sur le tableau d'avancement pour la classe de 1200 F.

#### Entre-deux-guerres
Après la Grande Guerre, un monolithe de granite, faisant figure de monument aux morts, est érigé à la porte de l'église. La commune y inscrit ses 25 enfants morts pour la France. Le 15 février 1922, la commission cantonale de constatation et d'évaluation des dommages de guerre qui a accompli sa tâche est dissoute par ordre du préfet.
Au cours de l'entre-deux-guerres, le village plus ou moins étalé selon les directions laisse deux anciens groupements de maisons, déjà réduits et fortement isolés, la ferme de Viombois et la cense de Cœur, devenu un château. Tous les autres simples écarts ne comptent plus que des maisons forestières, ainsi la Forge-Évrard, Bon-Dieu et Rouge-Vêtu, à moins de rester aussi des scieries tels Haxo et Forge-Évrard. Du fait des pertes à la Grande Guerre de la jeune génération, le recrutement des gardes domaniaux des Eaux-et-Forêts est étendu aux anciens militaires modestement pensionnés, ainsi Paul Dubois, ancien sergent du 11e tirailleurs algériens, demeurant à Angoulême, apprend au printemps 1922 sa nomination au poste de garde de 6e classe à la maison forestière de la Forge-Évrard, triage n°29, inspection de Lunéville. Les guides de tourisme vantent les agréables parcours automobiles qu'offrent notamment les deux routes de Neufmaisons à Bertrichamps et à Raon-L'Etape. En direction de Clairupt (Bertrichamps), les lacets à l'ombre des hêtres et des sapins laissent çà et là de belles perspectives aux voyageurs.
La municipalité de Neufmaisons prévoit au printemps 1926 un réseau d'adduction d'eau pour mieux desservir les abords des maisons du village : elle définit les modalités de l'adjudication de ces lourds travaux communaux dès la fin de l'été 1925. L'adjudication prévue le 15 octobre comporte deux lots :
- premier et seul lot à obtenir au rabais : le captage et l'adduction d'eau, avec la pose d'une canalisation de distribution et d'appareils de fontainerie. Le devis maximum autorisé s'élève à 156 952,24 F, le cautionnement provisoire du mieux disant est fixé à 4000 F et le délai d'exécution exigé ne doit pas dépasser cinq mois[132].
- second lot concernant la construction et l'installation d'un réservoir circulaire, à moitié enterré, en béton armé de 70 m³, par passation d'un marché de gré à gré après concours. Le devis est estimé à 18057,54 F. Le cautionnement définitif n'est que de 600 F et le délai d'exécution limité à trois mois.

En 1927, les anciens établissements Ferdinando Ghelfi & Cie, repris sous le nom des "compagnies Ghelfi et Birolleau réunies", exploitent encore avec succès le grés bigarré le plus dur et résistant à l'abrasion dans diverses carrières locales, à Merviller-Vacqueville, qui dispose d'une machine à vapeur et d'une gare moderne, mais aussi à Bréménil, Haut et Bas, par la gare de Badonviller et à Neufmaisons, La Boulaye, par la gare de Pexonne. Cette entreprise avec quelques points de vente couvrant toute la France fournit à l'état brut meules blanches, rouges et grises de diverses tailles, taille pour ces clients pierre à aiguiser ou grés de rechange mais peut aussi les équiper sur axe tournant, les supportant par armature avec un bac métallique qui peut contenir une eau de refroidissement, et livrer ainsi des meules à faucheuses ou pierre tournante à aiguiser ou à polir.
A l'instar de nombreuses communes alsaciennes, la mairie, pour renflouer son budget, procède à l'adjudication de la chasse sur la forêt communale étendue sur 152 ha. En mars 1929, les droits de chasse acquis par M. Adolphe L'Huillier, de Raon L'Étape, ne lui procurent que 300 F.
Neufmaisons dispose rapidement d'une petite section d'Anciens Combattants, mais lentement émancipée de la forte tutelle initiale de la section cantonale. Une sociabilité de moins en moins marginale se reforme dans ces cercles d'anciens combattants, d'abord militaire pour exalter l'armée de victoire bleue horizon ou retrouver une cohésion ou solidarité perdue dans la vie civile, et ensuite de plus en plus pacifiste pour rappeler les misères et humiliations dans un temps de guerre, marqué par une violence inhumaine. Avoir quelques nouvelles de camarades de chambrée ou de compagnons de section est une demande courante, moins lorsqu'on a été prisonnier de guerre, ainsi Émile Prosper Colin, vigoureux bûcheron à Neufmaisons franchit le pas et paie une annonce écrite en novembre 1929 dans le Journal des Mutilés, Réformés et Blessés de Guerre, pour rechercher deux camarades de la Seine, Jules Émile Carpentier et Pierre Bouzou, de la classe 18, prisonniers de guerre et soignés, tout comme lui il y a plus d'une décennie, à l'hôpital de Fribourg. L'Amicale des A.C. de Neufmaisons, représenté par son président Mandra, est présente, en compagnie du conseiller général, Édouart Fenal, à la remise du drapeau le 2 août 1931 à la sous-section de Pexonne.
En septembre 1932, Monsieur Tailhade, représentant du syndicat viticole de Béziers et Saint-Pons, agissant au nom de la répression des fraudes pour le secteur de l'Est de la France, accomplit un vertigineux périple lorrain avec visites successives de différents débits de boisson de Nancy à Senones. Le zélé représentant professionnel en vin et spiritueux du Languedoc effectue huit prélèvements, neuf procès-verbaux pour infraction aux décrets et pas moins de quatorze contraventions légères de 1 à 2 F d'amendes. Il semble que le principal débit de boisson, géré par un marchand de vin, à Neufmaison n'échappe pas à une contravention classique, associée à l'art de couper excessivement à l'eau les vins jugées pour le palais, trop riches ou trop alcoolisés, sans avertir le paysan ou bûcheron consommateur.
A la fin des années trente, Neufmaisons, desservi par la poste de Pexonne, attire quelques retraités en quête de jours paisibles, à la fois sensibles au calme champêtre et à la qualité des dessertes par routes et chemins de fer, dont profitent les ouvriers de Baccarat. Le jardinier retraité de la ville de Nancy, M. Hypolite, s'y installe, tout en restant un fidèle adhérent de la société centrale d'horticulture. La société nationale de chemin de fer privilégie de plus en plus l'autobus moins onéreux. Avec l'appui du conseil général, elle s'engage encore à maintenir après mai 1938 pour la journée ouvrable deux omnibus A-R, attelés aux trains réguliers de marchandises, sur la ligne de Badonviller à Baccarat, à savoir un le matin, un le soir, aux heures les plus commodes pour les ouvriers. Mais désormais, les trois autres A-R du milieu de la journée sont assurés par autobus, sans passer par Veney. Ce trajet retenu d'autocar comprend les stations de Baccarat, Criviller, Merviller, Vacqueney, Neufmaisons, Pexonne, Fenneviller et Badonviller.
La culture de pommes de terre en plein champs ou dans les jardins commence à subir les ravages du doryphore. Une partie méridionale du canton de Badonviller est déclarée au printemps 1937 zone contaminée par cet insecte casqué dont le couvre-chef rappelle étrangement l'ancien ennemi allemand de la Grande Guerre, qui semble aussi de retour, paradant aux frontières.

#### Seconde Guerre mondiale
L'adjudant-chef Eugène Maumont décède en vaillant combattant, tué à l'ennemi à l'abord de Neufmaisons le 21 mai 1940 : il est déclaré mort pour la France après la Guerre et son corps est rapatrié en 1948 dans son village du Limousin. Le soldat Georges Petitjean, originaire de Neufmaisons, est en août 1940 un des nombreux prisonniers de guerre incarcérés à la caserne Vauban de Besançon.
Durant l'essentiel de la Seconde Guerre mondiale, la vie communale est paradoxalement paisible, malgré les difficultés croissantes de se nourrir avec les bons de rationnement du régime de Vichy. Amédée Jules Bourguignon, cafetier à Neufmaisons, acquiert en juin 1943 auprès de la veuve de feu Théodore-Augustin Blanc, le fonds de commerce du "Café des sports" 3, place Beauregard à Raon-L'Étape. Les débits de boissons, qui subsistaient grâce à l'abondance de la bière pression en suppléance des vins, liqueurs et apéritifs alcoolisés rares et onéreux depuis la fin 1940, sont pourtant entrés dans une profonde crise : diverses mesures gouvernementales qui ont déjà désorganisé en 1942 le marché du houblon et de l'orge, ainsi que leur transport, malgré une demande croissante, au grand désarroi des brasseurs, imposent désormais restrictions des horaires de service (11h-14h et 17h-20h) et moult règlements pointilleux aux derniers débits de boissons encore actifs. En une époque où le chiffre d'affaires ne consistait point en viandox et en divers sodas, tisanes ou autres boissons acidulées, M. Bourguignon avait acheté à M. Stouvenel le dernier gros débit de boisson à Neufmaisons en juin 1939.
Le régime du Maréchal Pétain, promoteur d'une Révolution nationale, a ouvert ou multiplié de nombreux emplois administratifs, mais le nombre de recrues à statut de fonctionnaire reste pléthorique par rapport aux postes concrets. Pierre Bricot, résidant à Neufmaisons, est un garde inscrit à la suite du concours de 1941. Il est promu, mais non installé. Il figure au tableau d'avancement pour le grade de brigadier des Eaux-et-Forêts établi pour l'année 1943. Le garde René-Henri Ploussard en poste sur Neufmaisons est également sur le tableau d'avancement. Le marché noir, évidemment illégal mais omniprésent dès 1942, gangrène insensiblement une société évoluant vers une zone grise : Gérard Mourlon, instituteur frais émoulu de 21 ans, promu secrétaire de mairie dès l'obtention de son poste à Neufmaisons, est arrêté pour vol avéré de cartes de pain et de viandes. Le fonctionnaire indélicat, comme le décrit avec humour la presse autorisée qui camoufle les défaites répétées du front russe par des succès tactiques de la Wehrmacht et stigmatise les bombardements alliés meurtriers sur la France, victime innocente, ne semble apparemment pas être un résistant épris de justice, en spoliant ainsi les droits aux rations des habitants.
Le groupement mobile d'Alsace ou GMA-Vosges, formé dès le tournant des années 1942 et 1943 essaie d'initier laborieusement des maquis dans le canton de Badonviller et sur l'arrondissement de Saint-Dié. Ce maquis du canton de Badonviller, d'abord timidement structuré en centuries encadrées en principe par d'anciens officiers expérimentés, accueille au printemps 1944 divers réfractaires alsaciens et autres fuyards souvent étrangers, parfois de jeunes Alsaciens errants, revenus de Dordogne ou de la région de Clermont pour fuir le STO, des PG évadés par la filière d'évasion du Donon au Schneeberg, voire quelques déserteurs alsaciens « malgré nous » du front russe. Après la Libération de Paris, le but clairement affiché sous le commandement conjoint du « commandant Marceau » et du « capitaine Rivière » est la réussite de la libération de l'Alsace de son pesant joug nazi, à commencer par les camps d'internement de Schirmeck et du Struthof, en renforçant les liaisons avec la résistance alsacienne. Le recrutement jusque-là anémique réussit au-delà de toutes les espérances, dans une atmosphère de kermesse, à la fin du mois d'août 1944. Pour armer les recrues pléthoriques, il faut organiser au plus vite des parachutages d'armes et de combattants aguerris en septembre, avec l'aide de la BBC. Mais la région fourmille désormais de forces de répressions rapatriées de l'ensemble de la France occupée : Gestapo, Services de renseignement SS, milice ou police vichystes, etc.

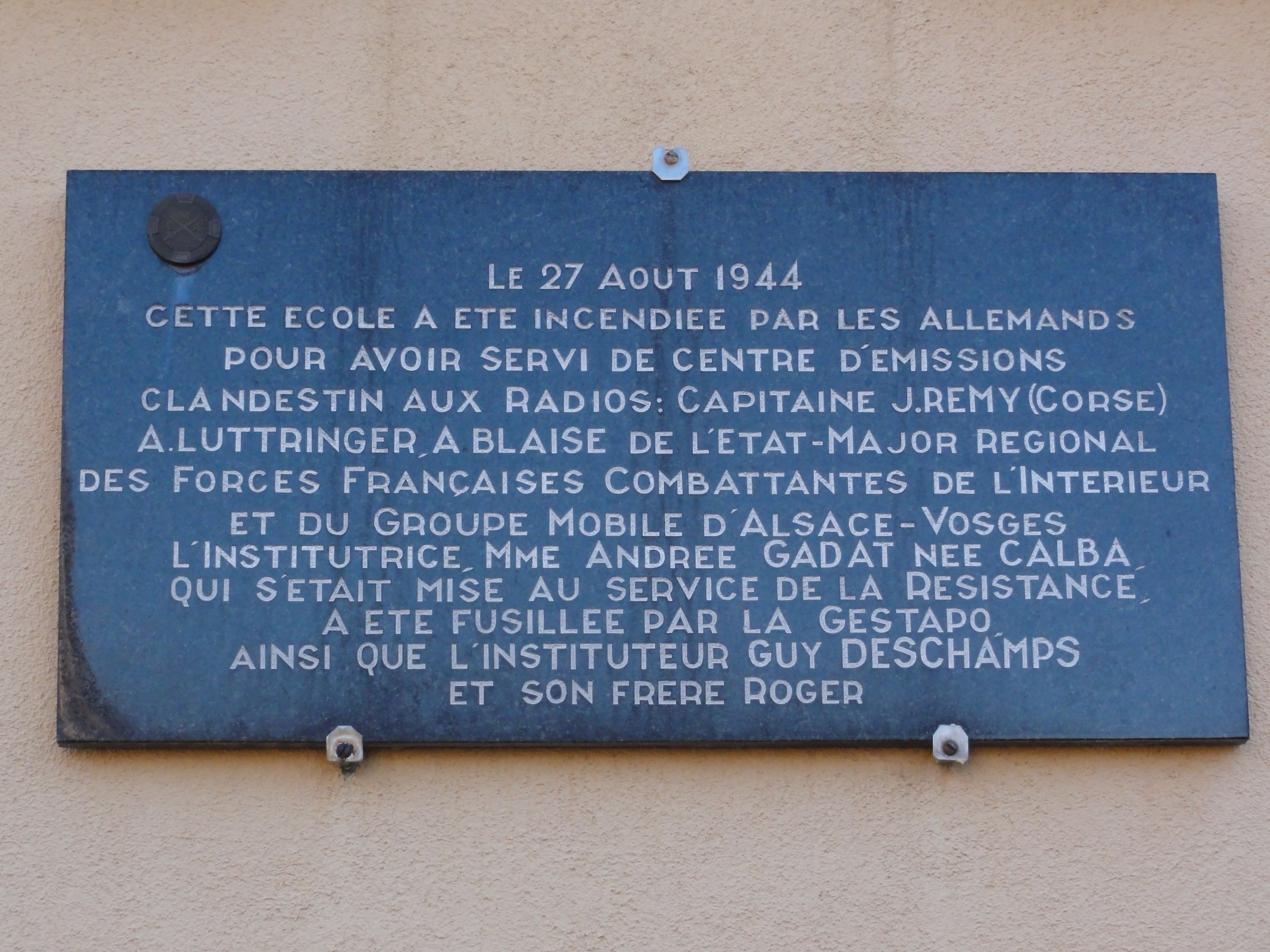
Plaque commémorative de l'incendie de la mairie-école.

Des moyens de transmission radio ont été installés par des résistants à la mairie école. Après le repérage et l'enquête de police, les Allemands de la Sichersheitsdienst ou SD de Baccarat venus à Neufmaisons arrêtent le dimanche 27 août toutes les personnes généralement présentes à la mairie émettrice, en particulier l'institutrice Madame Gadat et Jean-Michel Rémy : ils confisquent le matériel des radios Bataclan noir et incendient ensuite le bâtiment. Les services nazis raflent une centaine de personnes suspectes sur Neufmaisons, Pexonne et Veney.
Pendant ce temps, la première centurie du GMA-Vosges cantonne à la Roche de Vohné. Le 30 août, elle se déplace vers la forêt du Petit Reclos et une de ses avant-gardes tombe à l'improviste sur des SD qui malmènent et veulent exécuter quatre jeunes Français à la maison forestière du Rouge-Vêtu. Elle ouvre le feu et combat des auxiliaires français des SD qui assurent le retrait des Allemands. Quelques opérations de sabotage hasardeuses, sur deux Panzerwagen et un dépôt d'essence (Benzin), ont déjà attiré l'attention sur ce maquis forestier dont tout le monde parle dans les bistrots de la vallée de Meurthe et de la Vezouze. Le samedi 2 septembre au soir, des groupes de maquisards occupent la ferme de Viombois et le bois attenant. Confiante, la troupe du GMA Vosges s'y accroît sous la pluie au cours du dimanche, elle est placée sous la protection de la 1er centurie qui contrôle la route de Vacqueville à quelques dizaines de mètres de la ferme de Viombois.
Les résistants de la ferme de Viombois laissent passer, en silence et médusés, lundi 4 septembre vers 8h30 un groupement de plusieurs centaines de Jeunesses hitlériennes encadrées par des Sections d'Assauts qui, après avoir débarqués à Vacqueville, se dirigent vers Neufmaisons. Mais ensuite, les résistants capturent, blessent ou tuent désormais tous les Allemands qui l'empruntent. S'assurant le concours des jeunes recrues rampantes de la Luftwaffe, appartenant au 91e régiment d'instruction ou Flieger Regiment du Reich en stage à Badonviller dès le 31 août et installé le 2 septembre à Pexonne et à Badonviller, la SD informé d'un imminent parachutage revient le 4 septembre à Neufmaisons. La juvénile troupe allemande qui parvient au village reçoit mission d'encercler au cours de l'après-midi du 4 septembre le bois et la ferme de Viombois, ignorant que ce proche quartier du finage, de façon étonnante, laissé sans véritable surveillance, rassemble 800 hommes, la plupart sans armes. L'encerclement de la ferme de Viombois semble être réalisé avant 16 h : des captures de maquisards ont été opérées dans les bois avec discrétion, mais des tirs de moyenne distance, par une vingtaine de jeunes attaquants du Flieger Regiment vers 16 h, rendent les environs de la ferme bruyants et dangereux. La ferme n'est défendue en définitive que par 63 hommes armés du seul commando GMA, faisant partie de la première centurie du sous-lieutenant Jean Serge, auquel s'ajoutent une vingtaine de militaires aguerris et armés dispersés sur le bois. La première grande attaque allemande aurait eu lieu vers 18 h, mais elle est repoussée. Le bilan terrible des pertes, qui sont d'abord facilement causées parmi les résistants essentiellement dépourvus d'armes et qui n'ont point réussi à fuir, s'élève à 57 morts si on ajoute plusieurs heures de combat, rarement intenses mais angoissantes, jusqu'à la nuit noire devenue tout à fait calme après 21 h 10. La reprise des assauts est décidée le lendemain avec un matériel plus efficace.
La ferme est définitivement abandonnée par les résistants en fuite par petits groupes valides avant 23 h, mais la profonde bâtisse recèle son lot de couvertures, gamelles et autres équipements personnels qui permet à la police vichyste ou à la milice de ficher, et parfois retrouver, les aspirants au maquis. Au petit matin, le lendemain, la ferme silencieuse est assaillie, soumise au tirs de mortiers ; elle est calcinée et détruite par grenades à 10 h 30, une fois extirpés les prisonniers et blessés allemands, y compris le maquisard blessé Jean-Émile Friand qui, en bon Alsacien, se fait passer pour un des leurs, évacués sur Badonviller, le matériel et équipements divers et surtout les derniers maquisards blessés et intransportables, ces derniers promptement abattus au pistolet pour venger la mort d'une douzaine de jeunes soldats du Reich.
Quelques rares résistants capturés en armes qui n'ont pu prendre la poudre d'escampette avant les assauts sont exécutés sur place. Des douzaines de captifs, provisoirement épargnés le 4 septembre, parfois après de sélectives tortures pour glaner des renseignements, sont conduits sans ménagement à Schirmeck, parfois jusqu'à Dachau ou Dora.
Le maire Robert Dehay, le garde-champêtre Joseph Mandra et l'instituteur Paul Idoux en vacances, avec une douzaine d'habitants de Neufmaisons sont mandés par les autorités vichystes le mercredi 6 septembre pour relever les corps. Mais le malheur n'est pas fini, pour la commune de Neufmaisons et d'autres proches communes de la montagne vosgienne, soumises à la terrible politique de répression sur la dernière fraction territoriale de la France vichyste, qui perpétue sa guerre civile pour imposer son idéologie totalitaire avec le concours des forces du IIIe Reich.
La présence de troupes de la Wehrmacht, essentiellement des jeunes et des vieux, avec des supplétifs slaves, s'accentue au début de l'automne 1944 pour former une ultime ligne de défense s'appuyant sur les premiers reliefs des Vosges, la Vogesenstellung. Des mines sont posées en champs denses, et tranchées et fossés antichars, patiemment creusés, au départ par réquisition de main d'œuvre locale, complètent un dispositif militaire installé à Blâmont, Ancervillers, Sainte-Pôle et Neufmaisons. Le poste militaire américain installé fin octobre à Lunéville charge le général Leclerc et sa 2e D.B. victorieuse à Dompaire d'attaquer directement la Vogesenstellung à l'est de la Meurthe. Mais le général français s'oppose, et souhaite d'abord prendre Baccarat, nœud crucial de communication, à partir de la forêt du Mondon. L'état-major US autorise une équipée méticuleusement organisée, si ces unités s'engagent à tester dans la foulée la ligne de défense allemande. Le 17 novembre 1944, après un trajet sinueux, aléatoire, remontant vers le nord, les chars du corps du lieutenant-colonel de la Horie entrent par surprise à Badonviller, qui se révèle ainsi un des points de fragilité du système de défense. Mais un combat violent s'engage, où une grande fraction de cette avant-garde blindée est détruite, son chef trouvant la mort le jour suivant en tenant la position gagnée. Mais la route de Cirey, après l'intervention des Spahis dans la nuit du 18 au 19 novembre, est définitivement ouverte, ce qui permet à la 2e D.B d'emprunter à tombereau ouvert la trouée de Saverne et de faire irruption en Alsace.

#### Reconstruction et croissances
Le dimanche 7 septembre 1947, une cérémonie du souvenir sur les ruines de la ferme de Viombois, associée à une cérémonie religieuse, réunit notables locaux et personnalités politiques, en présence des survivants du maquis, en particulier quelques chefs auréolés de gloire. Parmi les anciens maquisards figurent en première ligne Gilbert Grandval, gouverneur de la Sarre et l'abbé Paillet. Le consul d'Angleterre présent avec une délégation d'officiers de la RAF, le pasteur évangélique de Raon-L'Etape, le général Edgard de Larminat arrivé de Nancy représentent respectivement les commandos SAS britanniques, la résistance civile et les forces françaises de l'intérieur. La IVe République est représentée par le sous-préfet de Lunéville et Louis Marin, président du conseil général de Meurthe-et-Moselle, Émile Fournier ancien maire de Badonviller et sénateur de la circonscription et Adrien Jacquot, maire de Neufmaisons, ainsi que Monsieur Henri Giraud, ancien résistant et député de Moselle. Un monument aux armes de l'Alsace et de la Lorraine était inauguré avec solennité, et le tour festif que prend désormais l'événement commence à déplaire aux parents des victimes, comme aux anciens maquisards rescapés parfois replacés parmi les anonymes spectateurs. Des responsables communistes, parvenus librement aux abords de Viombois, manifestent leurs multiples désapprobations vis-à-vis de cette commémoration en distribuant ou lançant des tracts.

## Politique et administration

### Rattachements administratifs et électoraux

#### Rattachements administratifs
La commune se trouve dans l'arrondissement de Lunéville du département de Meurthe-et-Moselle.
Elle faisait partie de 1801 à 1879  du canton de Baccarat, année où elle intègre le canton de Badonviller. Dans le cadre du redécoupage cantonal de 2014 en France, cette circonscription administrative territoriale a disparu, et le canton n'est plus qu'une circonscription électorale.

#### Rattachements électoraux
Pour les élections départementales, la commune fait partie depuis 2014 d'un nouveau canton de Baccarat
Pour l'élection des députés, elle fait partie de la quatrième circonscription de Meurthe-et-Moselle.

### Intercommunalité
Neufmaisons était membre de la petite communauté de communes du Piémont Vosgien, un établissement public de coopération intercommunale (EPCI) à fiscalité propre créé fin 2001 et auquel la commune avait transféré un certain nombre de ses compétences, dans les conditions déterminées par le code général des collectivités territoriales. Conformément aux prescriptions de la loi de réforme des collectivités territoriales du 16 décembre 2010, qui a prévu le renforcement et la simplification des intercommunalités et la constitution de structures intercommunales de grande taille, celle-ci fusionne le 1er janvier 2014 avec la communauté de communes du Pays de la Haute Vezouze pour former à cette date la communauté de communes du Piémont Vosgien.
Dans le cadre des dispositions de la loi portant nouvelle organisation territoriale de la République du 7 août 2015, qui prévoit que les établissements publics de coopération intercommunale (EPCI) à fiscalité propre doivent normalement avoir un minimum de 15 000 habitants, cette intercommunalité a fusionné avec la communauté de communes de la Vezouze pour former, le 1er janvier 2017, la communauté  de communes de Vezouze en Piémont, dont est désormais membre la commune.

### Liste des maires
| Période                                  | Période                        | Identité                   | Étiquette | Qualité                                                                                 |
| ---------------------------------------- | ------------------------------ | -------------------------- | --------- | --------------------------------------------------------------------------------------- |
| Les données manquantes sont à compléter. |                                |                            |           |                                                                                         |
|                                          |                                |                            |           |                                                                                         |
| 1790 ?                                   | après janvier 1793             | Joseph Valentin            |           | maire de la municipalité. Mathieu Boulleinville officier public après Jean-Baptiste Job |
|                                          | an II (après mai 1793)         | Joseph Mathieu             |           | officier public membre du conseil général de la commune                                 |
| avant ventôse an II                      | an IV ?                        | Dominique Mathieu          |           | officier public membre du conseil général de la commune                                 |
| avant an V                               | an VIII                        | Joseph Mathieu             |           | agent municipal                                                                         |
| avant an IX                              | fructidor an XII               | Joseph Crouvezier          |           |                                                                                         |
| avant vendémiaire an XII                 | juin 1815                      | Nicolas Didier             |           |                                                                                         |
| septembre 1815                           | après mai 1822                 | Jean-Baptiste Saint-Martin |           |                                                                                         |
| avant décembre 1822                      | février 1823                   | Nicolas Helluy             |           |                                                                                         |
| juillet 1823                             | novembre 1826                  | Jean-Baptiste Humbert      |           |                                                                                         |
| décembre 1826                            | novembre 1831                  | Sébastien Michel           |           |                                                                                         |
| décembre 1831                            | juin 1842                      | Jean-Baptiste Valentin     |           |                                                                                         |
| octobre 1842                             | après juillet 1845             | Jean-Baptiste Mathieu      |           |                                                                                         |
| avant décembre 1845                      | après février 1848             | Nicolas Joseph Ferry       |           |                                                                                         |
| mars 1848                                | décembre 1857                  | Joseph Humbert             |           |                                                                                         |
| mars 1858                                | après janvier 1861             | Jean-Joseph Helluy         |           |                                                                                         |
| avril 1861                               | après avril 1865               | Jean-Michel Mathieu        |           |                                                                                         |
| octobre 1865                             | février 1867                   | Joseph Humbert             |           |                                                                                         |
| avril 1867                               | décembre 1867                  | François Balland           |           |                                                                                         |
| 1868                                     | septembre 1876                 | Jean-Baptiste Valentin     |           |                                                                                         |
| octobre 1876                             | 1884                           | François Sombstay          |           |                                                                                         |
| 1884                                     | 1888                           | Victor Deveney             |           |                                                                                         |
| 1888                                     | 1892                           | Jean-Baptiste Gegoux       |           |                                                                                         |
| 1892                                     | janvier 1895                   | Joseph Kim                 |           |                                                                                         |
| février 1895                             | mai 1896                       | Prosper Divoux             |           |                                                                                         |
| mai 1896                                 | mai 1900                       | Jean-Baptiste Ferry        |           |                                                                                         |
| mai 1900                                 | mai 1908                       | Joseph Kim                 |           |                                                                                         |
|                                          |                                |                            |           |                                                                                         |
| mai 1908                                 | décembre 1913                  | Joseph Dufour              |           |                                                                                         |
| janvier 1914                             | mai 1919                       | Joseph Deveney             |           |                                                                                         |
| mai 1919                                 | septembre 1922                 | Joseph Jacquemin           |           |                                                                                         |
| octobre 1922                             | après mars 1929                | Joseph Feys                |           |                                                                                         |
| septembre 1929                           | 1935                           | Joseph Chanel              |           |                                                                                         |
| 1935                                     | 1942                           | Alfred Beaudoin            |           |                                                                                         |
| 1942                                     | 1944                           | Léon Colin                 |           |                                                                                         |
| 1944                                     | 1944                           | Émile Chanel               |           |                                                                                         |
| 1944                                     | 1945                           | Robert Dehay               |           |                                                                                         |
| 1945                                     | 1945                           | Joseph Mandra              |           |                                                                                         |
| 1945                                     | 1950                           | Adrien Jacquot             |           |                                                                                         |
| 1950                                     | 1967                           | Paul Mathieu               |           |                                                                                         |
| 1967                                     | 1977                           | Paul Idoux                 |           |                                                                                         |
| mars 1977                                | mars 2008                      | Gilbert Truer              |           |                                                                                         |
| mars 2008                                | juillet 2020                   | M. Claude Fischer          |           | Chef d'entreprise de dix salariés ou plus Mort en fonction                              |
| octobre 2020                             | avril 2022                     | Lionel Humbert             |           | Profession libérale Démissionnaire                                                      |
| juillet 2022                             | En cours (au 16 décembre 2022) | Henry Breton               |           | Chef d'entreprise                                                                       |

## Population et société

### Démographie
L'évolution du nombre d'habitants est connue à travers les recensements de la population effectués dans la commune depuis 1793. Pour les communes de moins de 10 000 habitants, une enquête de recensement portant sur toute la population est réalisée tous les cinq ans, les populations de référence des années intermédiaires étant quant à elles estimées par interpolation ou extrapolation. Pour la commune, le premier recensement exhaustif entrant dans le cadre du nouveau dispositif a été réalisé en 2007.

En 2022, la commune comptait 212 habitants, en évolution de −9,01 % par rapport à 2016 (Meurthe-et-Moselle : −0,13 %, France hors Mayotte : +2,11 %).
| 1793 | 1800 | 1806 | 1821 | 1831 | 1836 | 1841 | 1846 | 1851 |
| ---- | ---- | ---- | ---- | ---- | ---- | ---- | ---- | ---- |
| 490  | 519  | 521  | 591  | 654  | 704  | 723  | 699  | 670  |

| 1856 | 1861 | 1872 | 1876 | 1881 | 1886 | 1891 | 1896 | 1901 |
| ---- | ---- | ---- | ---- | ---- | ---- | ---- | ---- | ---- |
| 675  | 686  | 739  | 752  | 725  | 699  | 703  | 658  | 636  |

| 1906 | 1911 | 1921 | 1926 | 1931 | 1936 | 1946 | 1954 | 1962 |
| ---- | ---- | ---- | ---- | ---- | ---- | ---- | ---- | ---- |
| 603  | 550  | 460  | 413  | 383  | 367  | 335  | 378  | 354  |

| 1968 | 1975 | 1982 | 1990 | 1999 | 2006 | 2007 | 2012 | 2017 |
| ---- | ---- | ---- | ---- | ---- | ---- | ---- | ---- | ---- |
| 248  | 179  | 178  | 175  | 176  | 218  | 224  | 233  | 234  |

| 2022 | - | - | - | - | - | - | - | - |
| ---- | - | - | - | - | - | - | - | - |
| 212  | - | - | - | - | - | - | - | - |

### Enseignement
En 1996, la coopérative scolaire lance une revue associée à l'enseignement primaire "Les petits fûtés de Neufmaisons" dont le premier numéro de série est déposé à la BNF. Hélas, l'inspection académique de Nancy décide et entérine la fermeture de l'école primaire sise 1, Avenue de la Mairie-écoles le 31 août 2001. La fiche technocratique mentionne l'ouverture de cette école mixte le 15 juillet 1965, mais il s'agit d'abord d'une date commune signalant une réforme des classes publiques, ici de niveau élémentaire.

## Culture locale et patrimoine

### Lieux et monuments
- La cense de Cœur ou cense de Kœur, un ancien hameau abandonné s'est transformé en une vaste propriété en lisière de la forêt du Grand Reclos. Le domaine, propriété du baron de Turckheim, est d'abord devenu un élégant château. Vendu, il est ensuite une propriété des hospices de Lunéville[171]. L'ancien château a été repris en 2002 par la fédération Naqshbandiyya de France, qui regroupe 14 associations turcophones. Il s'agit d'un groupement d'associations soufies. Rénové par des bénévoles, il accueille depuis début 2007 l'institut Buhara, école coranique destinée à instruire 80 lycéens et étudiants musulmans[172]. Cet établissement est ainsi le plus important centre soufi européen. Il tire son nom de la dénomination turque de la ville ouzbèke de Boukhara.
- Mémorial de la Résistance du groupe Alsace-Vosges (1966).
- Église Notre-Dame-du-Mont-Carmel XIXe siècle.
- Oratoire du Bon Dieu (1787).

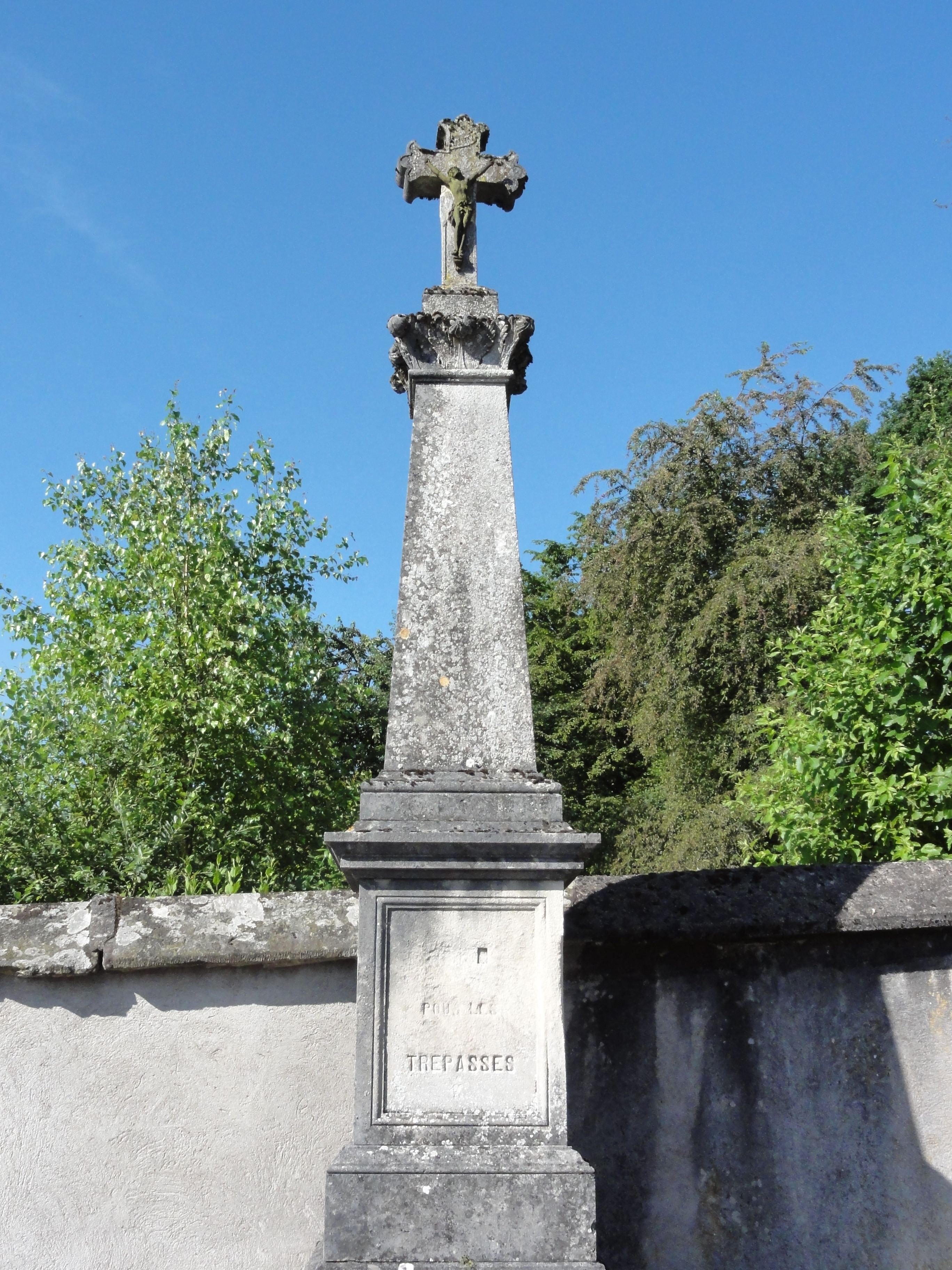
Croix de cimetière.
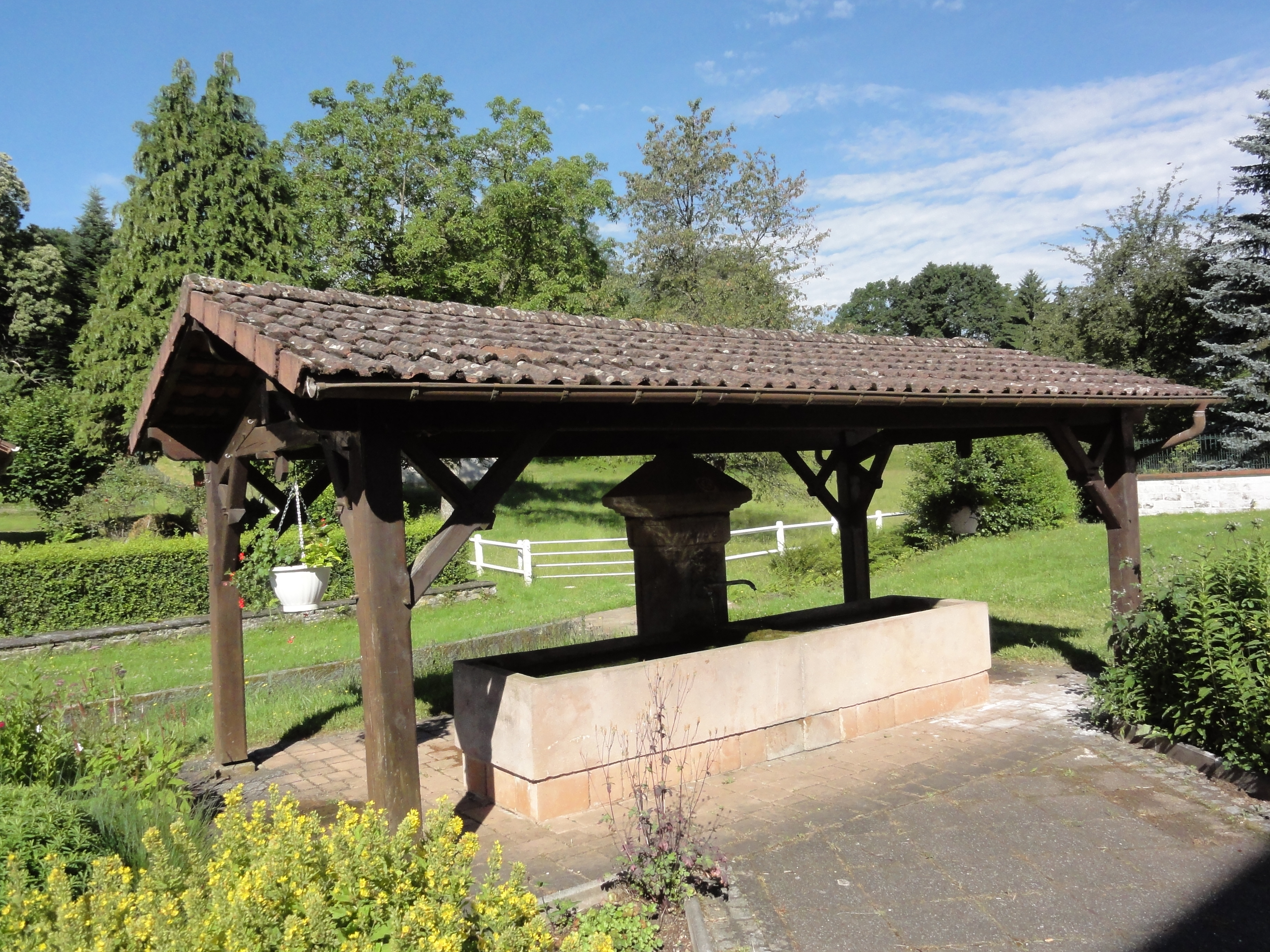
Fontaine couverte.
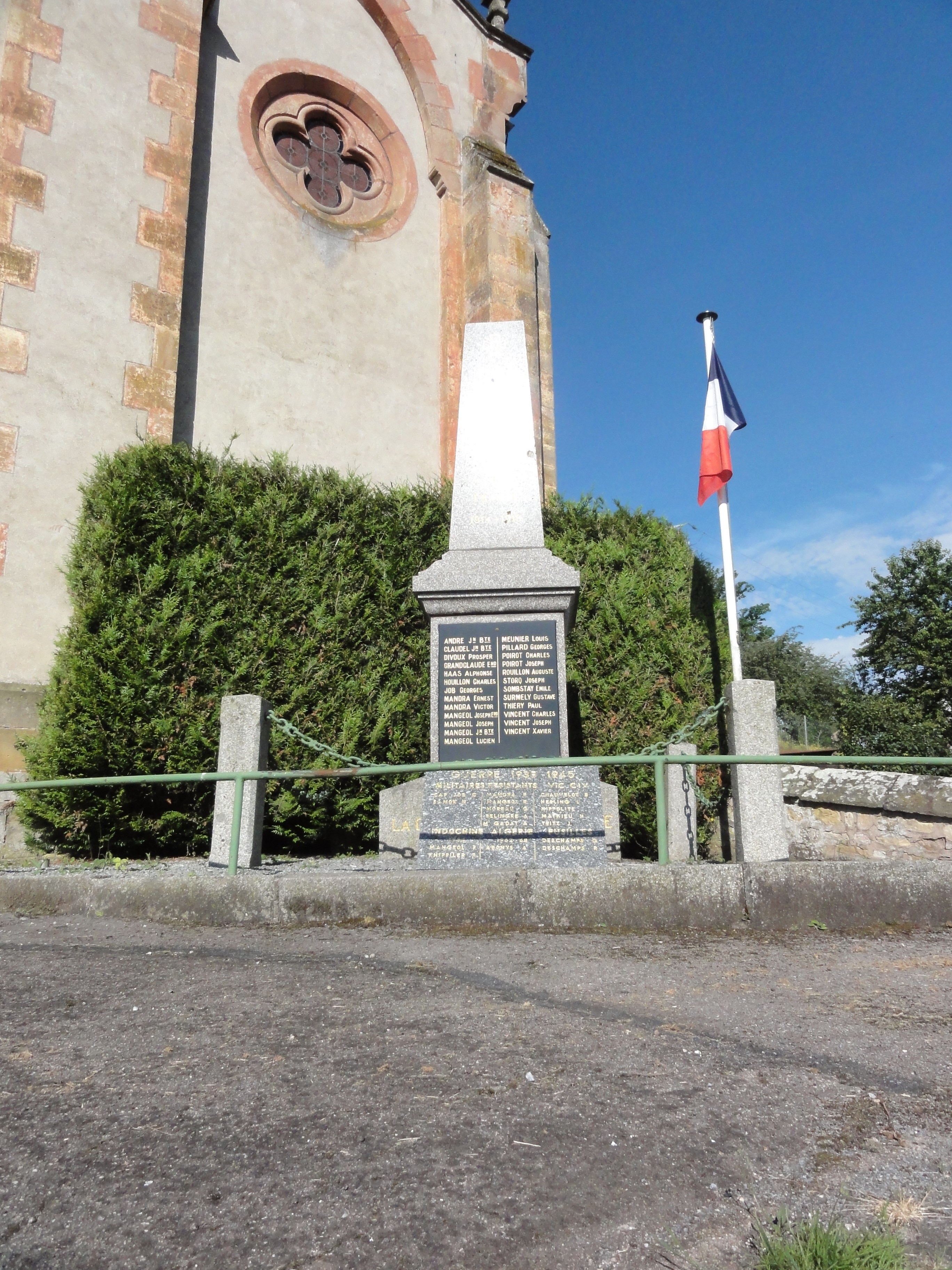
Monument aux morts.
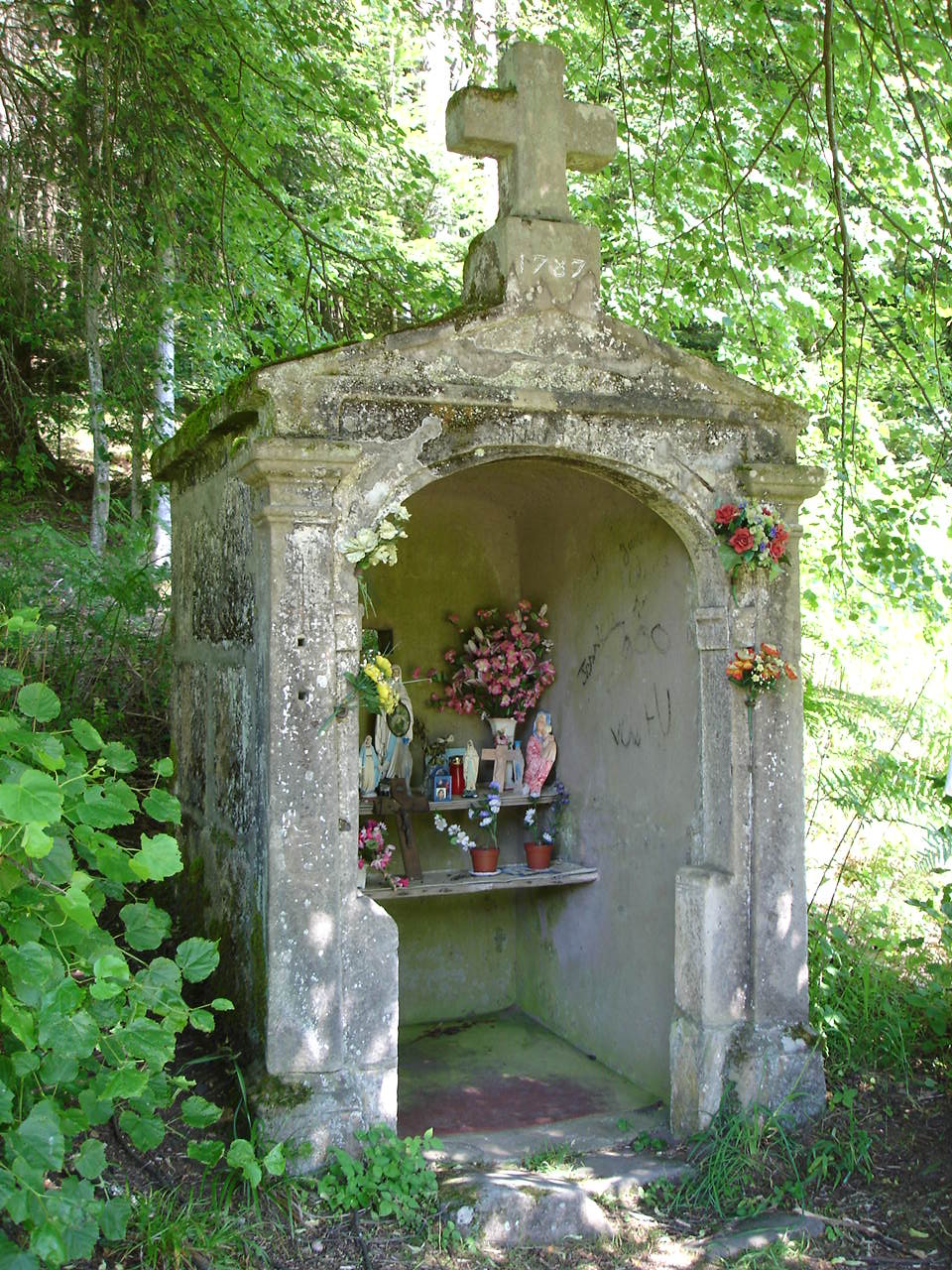
Oratoire au lieu-dit le Bon Dieu
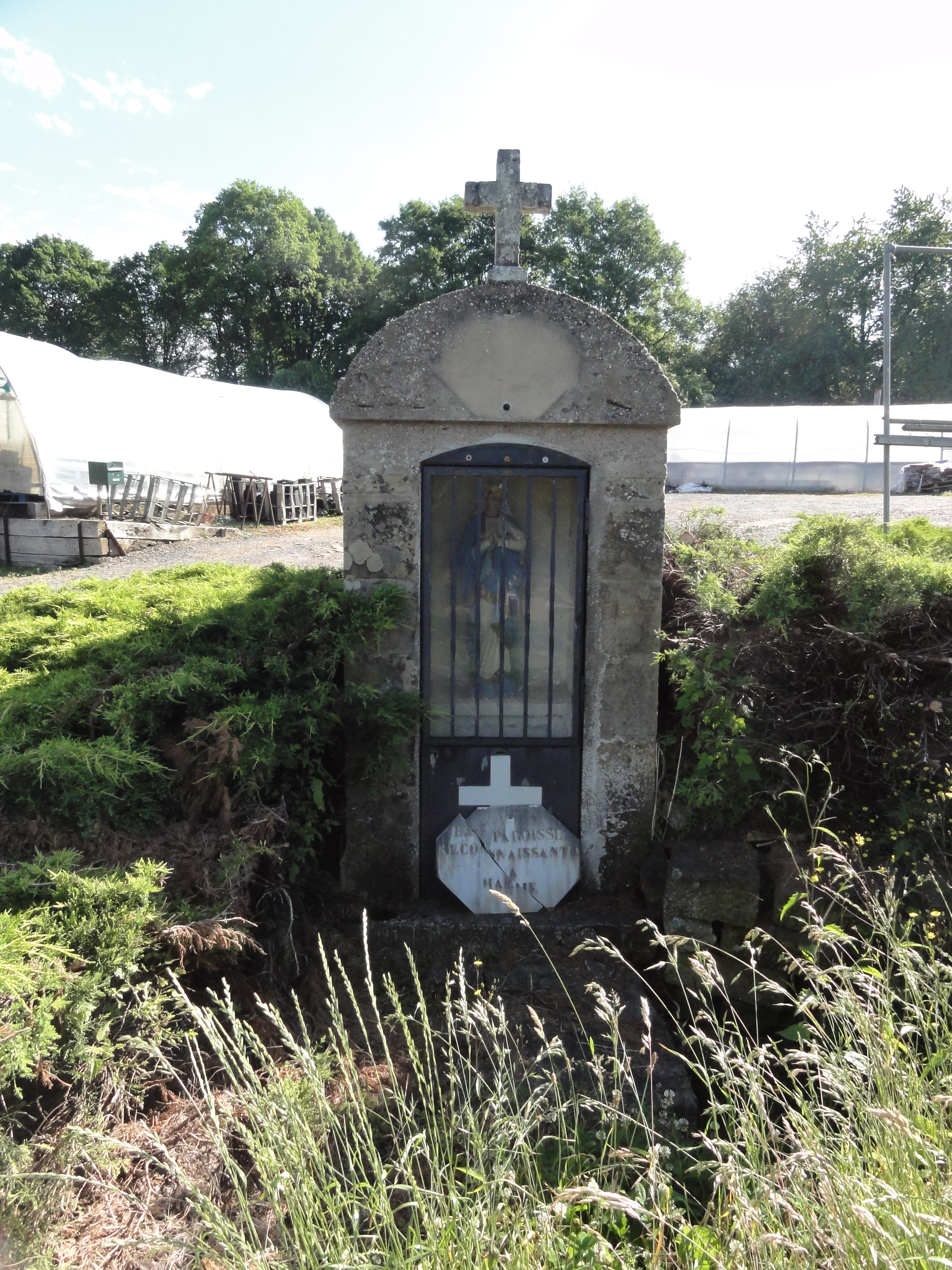
Autre vue de l'oratoire.
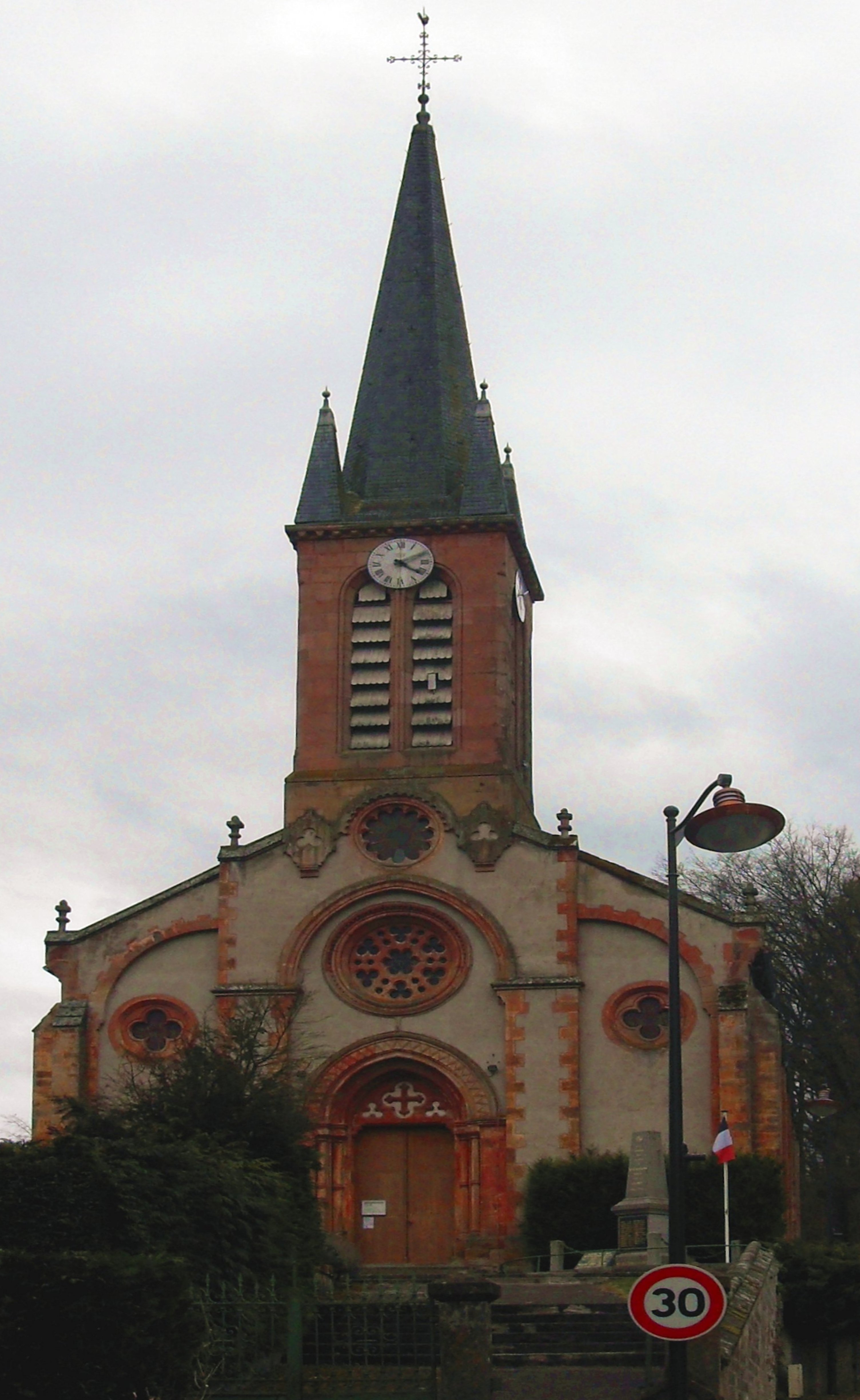
Église Notre-Dame-du-Mont-Carmel.
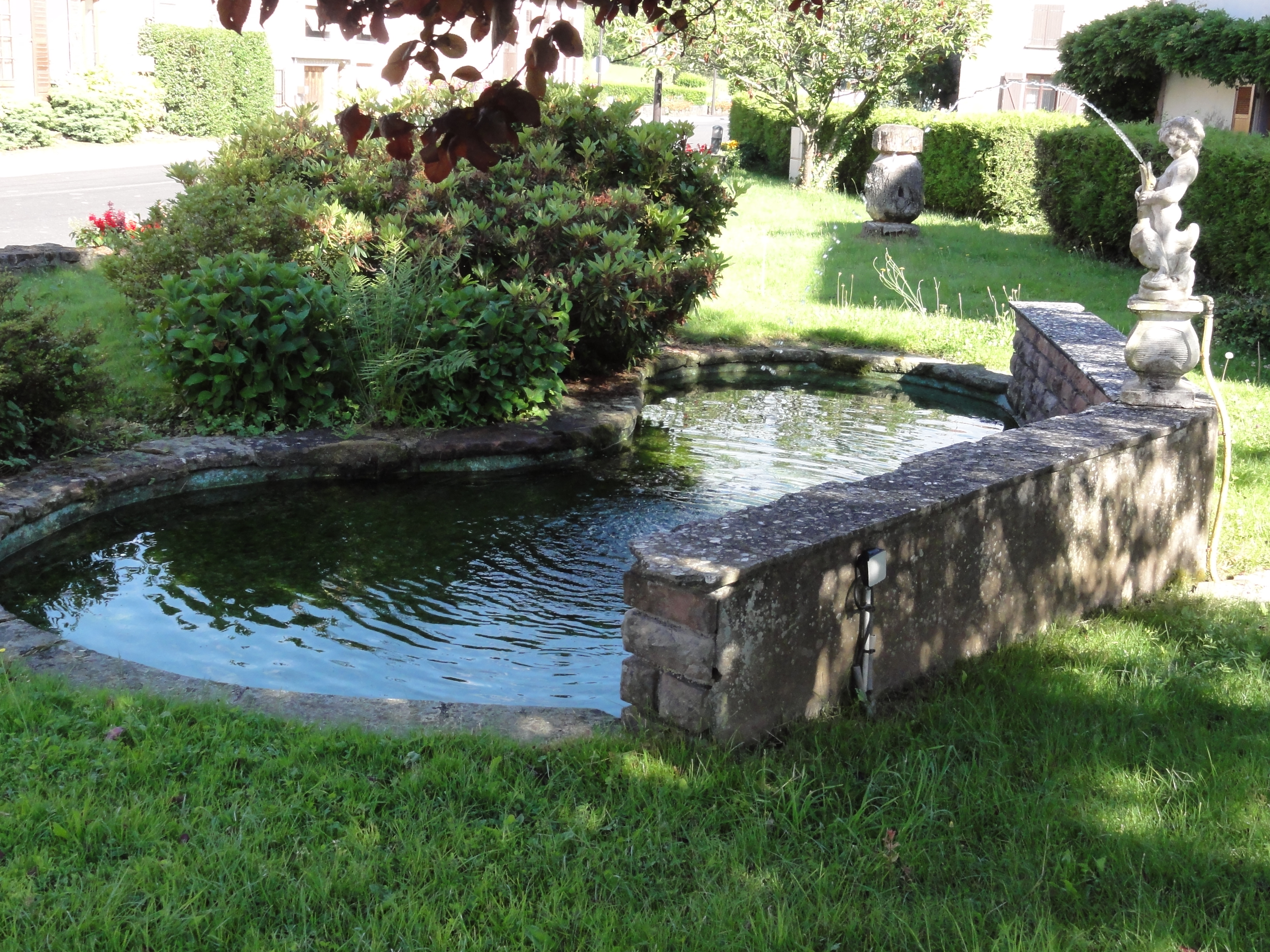
Fontaine sculptée.

### Personnalités liées à la commune
- Andrée Gadat (1913-1944), résistante FFI, institutrice à Neufmaisons, arrêtée dans l'école et fusillée

### Héraldique
| Blason de Neufmaisons | Blason  | D'or à la bande de gueules à neuf alérions mis en bande brochant sur le tout de l'un en l'autre.                                  |
| Blason de Neufmaisons | Détails | Neufmaisons est en Lorraine. Les neuf alérions illustrent le nom de la localité. Le statut officiel du blason reste à déterminer. |